# Małżeństwo

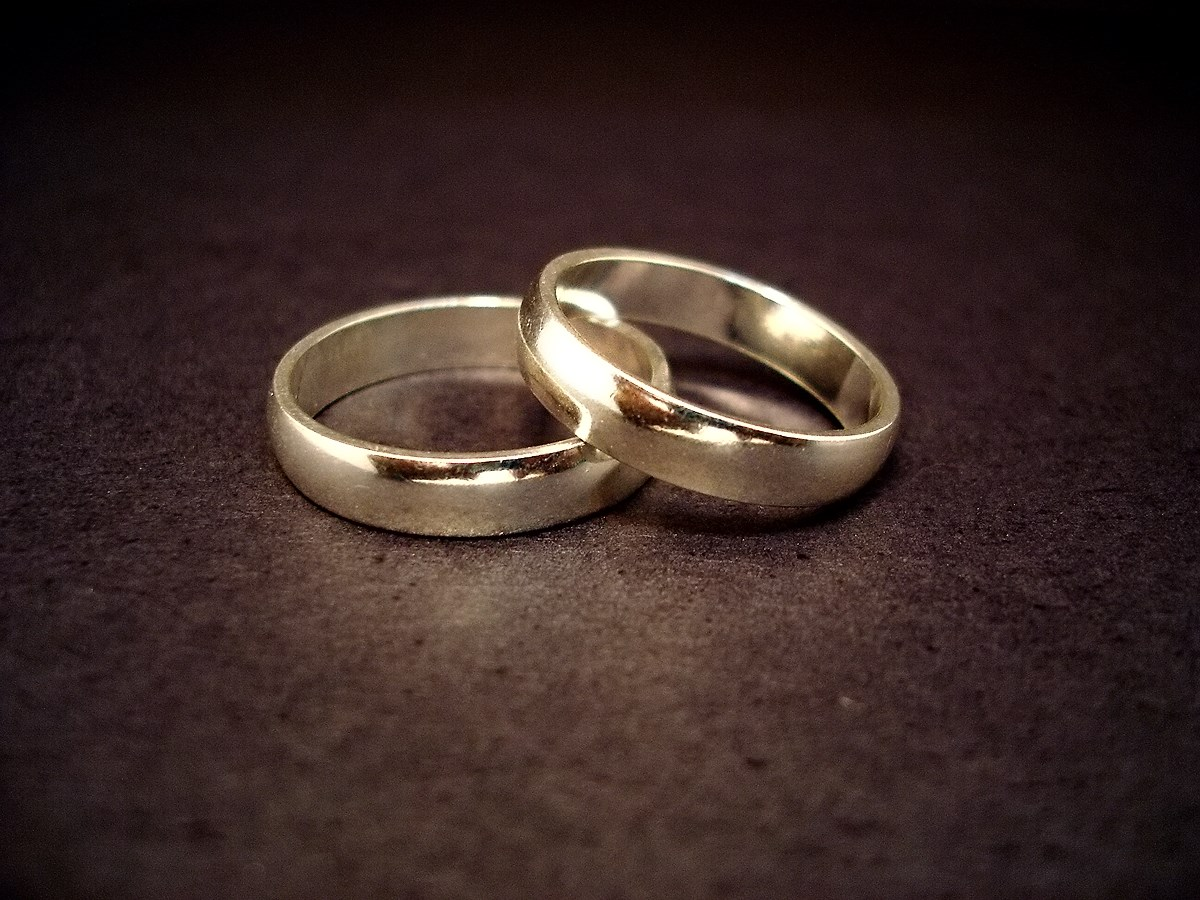
Para obrączek ślubnych stanowi jeden z symboli małżeństwa

Małżeństwo – kulturowo uznany związek co najmniej dwóch osób, najczęściej mężczyzny i kobiety, zwanych małżonkami, który ustanawia prawa i obowiązki między nimi, jak również między nimi i ich dziećmi, a także między nimi i ich powinowatymi. Definicja małżeństwa różni się na całym świecie nie tylko między kulturami i religiami, ale także w całej historii danej kultury i religii, ewoluując w kierunku zarówno poszerzenia, jak i zawężenia tego, kto i co jest nią objęte. Zazwyczaj jednak jest to instytucja, w której stosunki międzyludzkie, przeważnie seksualne, są powszechnie uznawane lub usankcjonowane. W niektórych kulturach małżeństwo jest zalecane lub uważane za obowiązkowe przed podjęciem jakiejkolwiek aktywności seksualnej.
Problematyka małżeństwa ma charakter interdyscyplinarny, co wynika z wielopostaciowej istoty tego związku oraz społeczno-ekonomicznych, demograficznych, religijnych, prawnych i socjalnych konsekwencji współbytowania dwojga osób. Funkcjonowanie małżeństwa w społeczeństwie, jego trwałość lub nietrwałość pociągają za sobą skutki społeczne, demograficzne, ekonomiczne, psychiczne oraz kulturowe. Stąd małżeństwo postrzega się w wielu aspektach, m.in.: w aspekcie prawnym (jako stan cywilny); w aspekcie społecznym (jako wspólnotę i instytucję społeczną); w aspekcie religijnym (jako sakrament lub kontrakt cywilny).
W niektórych rejonach świata aranżowane małżeństwa, małżeństwa dzieci, poligamia, a czasami wymuszone małżeństwa mogą być praktykowane jako tradycja kulturowa. I odwrotnie, takie praktyki mogą być zakazane i karane w niektórych częściach świata z obawy o naruszenie praw kobiet lub praw dzieci (zarówno dziewcząt, jak i chłopców), a także z powodu prawa międzynarodowego. Dookoła świata, zwłaszcza w rozwiniętych krajach demokratycznych, panuje ogólna tendencja do zapewniania kobietom równych praw w ramach małżeństwa i prawnego uznawania małżeństw par międzywyznaniowych, międzyrasowych i jednopłciowych. Tendencje te zbiegają się z szerszym ruchem na rzecz praw człowieka. Artykuł 16 Powszechnej Deklaracji Praw Człowieka deklaruje, że „mężczyźni i kobiety bez względu na jakiekolwiek różnice rasy, narodowości lub wyznania mają prawo po osiągnięciu pełnoletności do zawarcia małżeństwa i założenia rodziny. Mają oni równe prawa w odniesieniu do zawierania małżeństwa, podczas jego trwania i po jego ustaniu. Małżeństwo może być zawarte jedynie za swobodnie wyrażoną pełną zgodą przyszłych małżonków”.
Małżeństwo jest instytucją towarzyszącą człowiekowi od początku jego istnienia, jawi się jako naturalna oraz podstawowa komórka społeczeństwa, wspólnoty. Ma ona wymiar zarówno świecki, jak i religijny – zawsze było traktowane nie tylko w sensie czysto legalistycznym, lecz również przybierało wybraną formę obrzędu religijnego lub sakramentu kościelnego. Małżeństwo jest zazwyczaj potwierdzone ślubem, uznającym jego strony za małżonków, oraz niesie z sobą skutki prawne określone prawem małżeńskim.

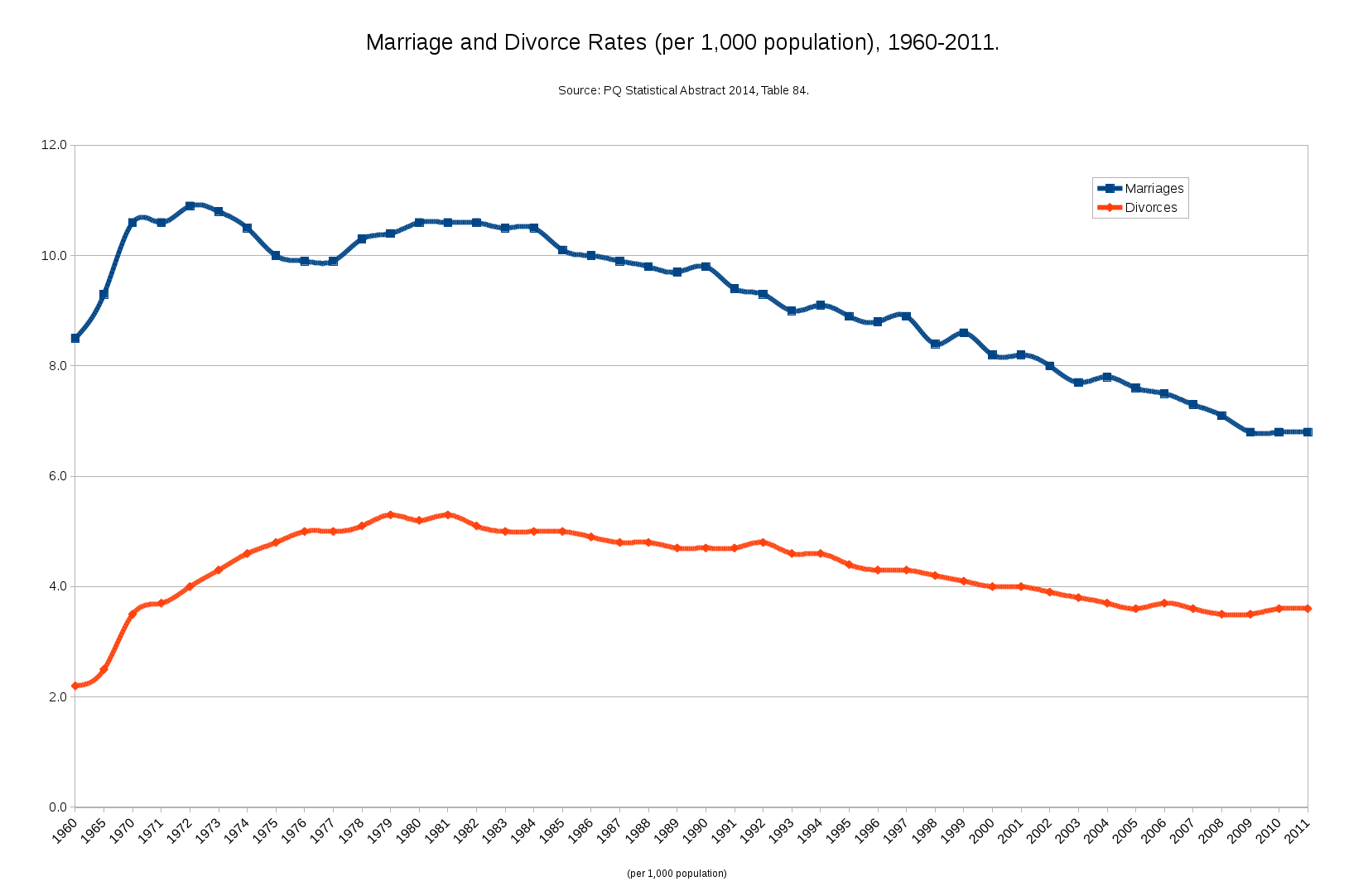
Liczba małżeństw i rozwodów (na 1000 mieszkańców) w USA w latach 1960–2011

Od końca XX wieku, poważne zmiany społeczne w krajach zachodnich doprowadziły do zmian sytuacji demograficznej małżeństwa, począwszy od podwyższenia wieku pierwszego małżeństwa, zmniejszenia liczby osób zawierających małżeństwa i zwiększenia liczby par decydujących się na kohabitację zamiast na małżeństwo. Przykładowo, liczba małżeństw w Europie zmniejszyła się o 30% w latach 1975–2005.

## Etymologia

### W języku polskim
Hipotezy omawiające etymologię słowa „małżeństwo” w języku polskim wskazują, że wywodzi się ono od staroczeskich wyrazów malženka oraz malžena za pośrednictwem polskich słów małżonka i nieużywanego już małżona. Istnieje jednak kilka teorii co do pochodzenia czeskiego źródłosłowu, bo o ile drugi człon (žena) jest wyraźnie słowiański, o tyle pierwszy jest dość niejasny.
Tłumaczy się to hybrydową kalką ze staro-wysoko-niemieckiego mālwīp („para małżonków”), w której przetłumaczono drugą część (wīp, por. współczesny niemiecki Weib), ale pierwszą (por. współczesny niemiecki Gemahl) pozostawiono w oryginalnej formie. Inna hipoteza zakłada, że podstawą etymologiczną omawianego słowa był staroniemiecki leksem ge-mahelo (obecnie gemahl), czyli małżonek, przejęty przez Słowian bez nagłosowego ge-.
Starsze interpretacje, pojawiające się zwłaszcza w czeskich źródłach, które widzą jakąś formę słowa muž lub germańskiego man (oba oznaczają „mąż”) w pierwszej części tego słowa, są obecnie uważane za nieprzekonujące, biorąc pod uwagę najstarszą udokumentowaną formę podobnego wyrazu w języku staro-cerkiewno-słowiańskim, malъžena.
Polszczyzna przejęła wyraz małżonka prawdopodobnie w drugiej połowie XIV wieku. Z pierwszej połowy XVI wieku pochodzą dokumenty używające słowa małżonek (sporadycznie: małżon) utworzonego od leksemu małżonka. Natomiast słowo małżeństwo pojawiło się wcześniej, bo w pierwszej połowie XV wieku, prawdopodobnie też na wzór staroczeskiego malženstvo.

## Definicje
Należy zauważyć, że występujące zróżnicowanie form życia małżeńskiego utrudnia formułowanie jego uogólnionej definicji. Natomiast wyznawcy niektórych religii żywią przekonanie, że „małżeństwo jest rzeczą świętą, ponieważ zawsze było czymś niezmiennym”.
Na świecie spotyka się różne ujęcia rozwiązań prawnych definiujących oraz ustalających istotę małżeństwa, a także konsekwencje, przywileje i obowiązki wynikające z jego trwania. Choć w cywilizacji zachodniej ugruntowane jest małżeństwo monogamiczne, tradycyjne znaczenie małżeństwa w zasięgu niektórych kultur i religii obejmowało lub nadal obejmuje również poligamię, a niektóre grupy etniczne uznają poliandrię. Małżeństwu powszechnie przypisuje się rolę założycielską wobec rodziny, co zwykle wiąże się z opieką nad dziećmi, ich wychowaniem i socjalizacją.
Prawo rzymskie określało małżeństwo jako Nuptiae autem sive matrimonium est viri et mulieris coniunctio, individuam consuetudinem vitae continens (Małżeństwo zaś lub związek małżeński jest to związek mężczyzny i kobiety, obejmujący niepodzielną wspólnotę życia) oraz Nuptiae sunt coniunctio maris et feminae et consortium omnis vitae divini et humani iuris communicatio (Małżeństwo jest związkiem mężczyzny i kobiety, zespoleniem na całe życie, wspólnotą prawa boskiego i ludzkiego).
Marksizm-leninizm określa małżeństwo w sposób następujący: małżeństwo to historycznie uwarunkowana i prawnie sformalizowana przez państwo forma stosunków między kobietą a mężczyzną, ustanawiająca ich wzajemne prawa i obowiązki.
Antropologowie zaproponowali kilka konkurujących ze sobą definicji małżeństwa, usiłując objąć szeroką gamę praktyk małżeńskich obserwowanych w różnych kulturach. Nawet wewnątrz kultury zachodniej „definicje małżeństwa przybierały różne formy, od skrajności do skrajności i wszędzie pomiędzy” (jak to ujął Evan Gerstmann).

### Związek uznany przez zwyczaj lub prawo
W The History of Human Marriage (1891) Edvard Westermarck określił małżeństwo jako „mniej lub bardziej trwałą więź pomiędzy mężczyzną i kobietą, która utrzymuje się ponad sam akt rozmnażania aż do narodzin potomstwa”. W „The Future of Marriage in Western Civilization” (1936) odrzucił swoją wcześniejszą definicję, zamiast tego tymczasowo definiując małżeństwo jako „związek jednego lub więcej mężczyzn z jedną lub więcej kobietami, który jest uznawany przez zwyczaj lub prawo”.

### Legitymizacja potomstwa
Podręcznik antropologiczny Notes and Queries (1951) definiuje małżeństwo jako „związek między mężczyzną i kobietą w taki sposób, że dzieci urodzone przez kobietę są uznanym prawowitym potomstwem obu partnerów”. Dostrzegając praktykę ludu Nuer w Sudanie, pozwalającą kobietom działać jako mąż w pewnych okolicznościach (ang. Ghost marriage), Kathleen Gough zasugerowała zmianę tej definicji na „kobietę i jedną lub więcej osób”.
Antropolog ekonomiczny Duran Bell skrytykował definicję opartą na legitymizacji argumentując, że niektóre społeczeństwa nie wymagają małżeństwa z uwagi na legitymizację. Twierdził, że definicja małżeństwa oparta na legitymacji ma charakter okrężny w społeczeństwach, w których nielegalność nie ma żadnych innych prawnych lub społecznych implikacji dla dziecka innego niż matka, która nie jest zamężna.

### Zbiór praw
Edmund Leach krytykował definicję Gough’a za nadmierną restrykcyjność pod względem uznawanego legalnego potomstwa i sugerował, żeby małżeństwo było postrzegane w kategoriach różnych rodzajów praw jakie ma ono na celu ustanowić. W 1955 r. w artykule opublikowanym w Man, Leach argumentował, że żadna definicja małżeństwa nie ma zastosowania do wszystkich kultur. Zaproponował listę dziesięciu praw związanych z małżeństwem, włączając w to monopol seksualny i prawa dotyczące dzieci, przy czym poszczególne prawa różnią się w zależności od kultury. Prawa te według Leacha, obejmowały:
1. Ustanowienie prawnego ojca dzieci kobiety.
2. Ustanowienie prawnej matki dzieci mężczyzny.
3. Nadanie mężowi monopolu na seksualność żony.
4. Nadanie żonie monopolu na seksualność męża.
5. Przyznanie mężowi częściowych lub monopolistycznych praw do domowych i innych usług pracy żony.
6. Przyznanie żonie częściowych lub monopolistycznych praw do domowych i innych usług pracy męża.
7. Oddanie mężowi częściowej lub całkowitej kontroli nad majątkiem należącym lub potencjalnie należącym do żony.
8. Oddanie żonie częściowej lub całkowitej kontroli nad majątkiem należącym lub potencjalnie należącym do męża.
9. Utworzenie wspólnego funduszu majątkowego – spółki partnerskiej – na rzecz dzieci z małżeństwa.
10. Stworzenie społecznie istotnej „relacji pokrewieństwa” między mężem a braćmi jego żony[40].

### Płeć małżonków w definicji małżeństwa
Małżeństwo jako związek męża i żony jest opisywane w definicjach encyklopedycznych i słownikowych publikowanych w Polsce przez ostatnie 150 lat. Zdaniem dr Anny Tunii w polskiej konstytucji małżeństwo definiuje się jako „związek kobiety i mężczyzny znajdujący się pod ochroną i opieką Rzeczypospolitej Polskiej”. Jednak m.in. prof. Ewa Łętowska, prof. Jan Woleński uważają, że art. 18 konstytucji nie ma charakteru definiującego i nie wyklucza on innych form małżeństwa niż małżeństwo różnopłciowe. W ostatnich latach w związku z przemianami społeczno-kulturowymi, małżeństwo coraz częściej definiowane jest jako usankcjonowany prawnie związek dwóch osób. W publikacjach w języku polskim takie podejście przedstawia Encyklopedia powszechna, wydana przez Wydawnictwo Ryszard Kluszczyński z 2002. W Encyklopedii nowej generacji E2.0 oraz Encyklopedii PWN A-Z. Oryginalna Azetka z 2008 nie zamieszczono definicji małżeństwa. Dyskusje nad definicją małżeństwa związane są z dyskusją nad równością związków hetero- i nieheteronormatywnych. W świecie zachodnim widoczna jest tendencja redefiniowania instytucji małżeństwa umożliwiająca zawarcie małżeństwa także parom lesbijek i gejów, bądź osobom niebinarnym. Przyjmowane w prawie definicje małżeństwa uległy zróżnicowaniu pomiędzy poszczególnymi państwami, a nawet wewnątrz nich. W jednych państwach definicja umożliwia zawarcie związku małżeńskiego parom tej samej płci, w innych (w tym w Polsce) prawna definicja za małżeństwo uznaje jedynie związek mężczyzny i kobiety.
Definicja zapisana w aktach prawnych nie kończy jednak sporu. Małżeństwo nie jest wytworem państwa, lecz instytucją społeczną, a ta jako element samoorganizacji społecznej nie podlega regulacjom prawnym, lecz jest wynikiem procesów kulturowych. Współcześnie, systemy prawa coraz większej liczby państw lub też inne jurysdykcje zezwalają na zawarcie lub rozpoznają małżeństwo osób tej samej płci.

## Rodzaje małżeństw
Instytucja małżeństwa znana jest wśród wszystkich ludów świata. Nieznane są grupy ludzkie żyjące bez stałego partnerstwa małżeńskiego.
Instytucja małżeństwa może przyjmować różne formy w zależności od przyjętych kryteriów oceny. Można wziąć pod uwagę następujące kryteria:
- płeć małżonków
- miejsce zamieszkania małżonków
- sposób dziedziczenia
- liczbę małżonków
- decydentów wyboru współmałżonka
- dobór grupy pochodzeniowej małżonków

Należy zauważyć, że w przypadku małych zbiorowości społecznych obyczajowość związana z małżeństwem może przybierać nietypowe formy. Przykładem może być grupa etniczna Mosuo praktykująca tzw. „chodzone małżeństwo” (lub „małżeństwo spacerowe“).

### Płeć małżonków
Dominującą formą małżeństwa jest małżeństwo kobiety i mężczyzny, zazwyczaj monogamiczne (małżeństwo heteroseksualne, małżeństwo dwupłciowe) określane również jako małżeństwo tradycyjne. Współcześnie w legislacjach coraz większej liczby państw (Argentyna, Australia, Austria, Belgia, Brazylia, Dania, Francja, Hiszpania, Holandia, Irlandia, Islandia, Izrael, Kanada, Kolumbia, Luksemburg, Malta, Meksyk, Niemcy, Norwegia, Nowa Zelandia, Portugalia, Stany Zjednoczone, Szwajcaria, Szwecja, Urugwaj, Wielka Brytania) legalną formą małżeństwa jest również małżeństwo osób tej samej płci (małżeństwo homoseksualne, małżeństwo jednopłciowe).
Związki kobiet znane są m.in. z kultur afrykańskich, np. u Nuerów z terenów dzisiejszego Sudanu Południowego, kobieta może poślubić inną kobietę z dochowaniem zwyczajów charakterystycznych dla małżeństw dwupłciowych. Przyczyny zawierania takich małżeństw mają zazwyczaj podłoże ekonomiczne: jedna z kobiet odgrywa rolę męża, a druga rolę żony.
Związki mężczyzn (określane czasami terminem małżeństwa fikcyjne) występowały w środowisku żołnierzy, między innymi w starożytnej Grecji (choć mężczyźni tacy pozostawali też w małżeństwach heteroseksualnych z kobietami). Relacja seksualna istniejąca między mężczyznami tworzyła silną więź, skłaniając do poświęceń i obrony na polu bitwy. Podobny typ związków między mężczyznami-wojownikami istnieje w plemienu Azande z Sudanu Południowego.

### Miejsce zamieszkania małżonków
Z uwagi na lokalizację małżeństwa po ślubie rozróżnia się patrylokalizm, matrylokalizm, bilokalizm – małżeństwo, na przemian, przez pewien czas zamieszkuje u rodziców żony i przez pewien czas u rodziców męża, ambilokalizm – gdy miejsce zamieszkania nie jest określone, neolokalizm – gdy współmałżonkowie przenoszą się do zupełnie nowego miejsca zamieszkania, z dala od krewnych jednej i drugiej strony. Oprócz powyższych form podstawowych występuje też szereg innych lokalizacji małżeństwa, np. gdy małżeństwo mieszka po ślubie z rodziną wuja, czyli brata matki, mowa jest o awunkulokalizmie.

### Sposób dziedziczenia
Przy rozróżnianiu małżeństw z uwagi na sposób dziedziczenia (sukcesji) stosuje się kategorie patrylinearności i matrylinearności (zobacz też: bilateralny system pokrewieństwa, unilinearny system pokrewieństwa, podwójny system pokrewieństwa).
Małżeństwo epidikazjastyczne – to małżeństwo dla zachowania majątku rodowego.
W przypadku zwyczaju, według którego prawo do małżeństwa przysługuje jednemu i tylko jednemu członkowi rodziny co zwykle ma na celu ograniczenie liczby potencjalnych spadkobierców i zagwarantowanie integralności majątku rodzinnego mówi się o henogamii.
Natomiast związek morganatyczny to związek zawarty przez osobę wyższego stanu z osobą uznawaną za będącą niższego stanu, która poprzez związek ten nie zmienia swego stanu, tj. nie uzyskuje awansu społecznego, a potomstwo z tego związku nie ma praw do tytułów, funkcji i dóbr dziedziczonych w rodzinie małżonka wyższego stanem.

### Liczba małżonków
Z uwagi na liczbę małżonków można wyróżnić dwa główne rodzaje związku małżeńskiego: związek monogamiczny i związek poligamiczny, a w nim: bigamię (dwużeństwo lub dwumęstwo), poligynia (wielożeństwo), poliandrię (wielomęstwo) i poligynandrię (wielomałżeństwo).
W większości przypadków jeden mężczyzna jest żonaty z jedną kobietą. Tym niemniej występują również inne formy instytucji małżeńskiej. O ile najliczebniejsze społeczności są monogamiczne, to jednak trzy czwarte kultur plemiennych jest poligamicznych. Na podstawie badań antropologicznych praktykowanie wielożeństwa stwierdzono w większości poznanych kultur dawnych i współczesnych (w 980 spośród 1154 wziętych pod uwagę). Jednak 43% kultur poligynicznych uznaje wielożeństwo za okazjonalne. Z 849 małżeństw przebadanych przez antropologa Petera Murdocka, 708 (83,5%) było potencjalnie poligynicznymi. Tylko w 137 (16%) prawo nakazywało monogamię, a 4 były poliandryczne. Badanie to mogłoby sprawić wrażenie, że poligynia stanowi wśród ogółu ludzi na świecie typową formę małżeństwa. Jednakże nawet w społeczeństwach sankcjonujących poligamię zwykle jedynie przywódcy i bogaci mężczyźni posiadają więcej niż jedną żonę (a praktycznie wszystkie kobiety mają tylko jednego męża), w społeczeństwach tych małżeństwa monogamiczne mają miejsce 2,5 raza częściej niż małżeństwa poligamiczne.
Do wyjątków należą kultury, w których kobieta ma wielu mężów naraz. Tę postać małżeństwa spotyka się np. w ślepo zakończonych dolinach Himalajów, gdzie ze względu na ciasno ograniczone terytorium przyrost populacji jest niekorzystny. Zdaniem etologów stanowi to krańcową formę dopasowania ekologicznego (zob. poliandria w Tybecie).
Historycznie, monogamia jest praktykowana od starożytności, m.in. w kulturach Babilonii, Egiptu, Rzymu, Grecji i w judaizmie. Mężczyźni pozostający w związkach monogamicznych posiadali zwykle znaczną swobodę seksualną. W Europie od czasów chrystianizacji instytucja małżeństwa była związkiem monogamicznym zawieranym przez kobietę i mężczyznę. Obecnie prawodawstwo coraz mniejszej liczby państw dopuszcza jedynie małżeństwo monogamiczne kobiety i mężczyzny. W niektórych państwach możliwe jest zawarcie związku jednopłciowego. Na związku monogamicznym oparte są np. małżeństwo cywilne w Polsce oraz sakrament małżeństwa w znacznej części kościołów chrześcijańskich.
Natomiast poligamia była praktykowana m.in. w kulturze chińskiej, japońskiej, w Indiach i w krajach islamskich. Obecnie legislacje niektórych państw Afryki i Azji uznają małżeństwa jako związki poligamiczne. Dotyczy to zwłaszcza regionów, gdzie dominujący jest islam (zob. małżeństwo w islamie). Poligamia występuje też wśród ortodoksyjnych mormonów w Stanach Zjednoczonych i Kanadzie, jednak związki te nie są uznawane przez prawodawstwo tych państw.

### Decydenci wyboru współmałżonka
W Europie do połowy XX wieku rodzice mieli rozstrzygające zdanie, zwłaszcza wobec córek (patrz: Patriarchat). W przypadku małżeństw aranżowanych rodzina, a niekiedy wujowie ze strony matki decydowali za kogo ma wyjść za mąż córka, bądź siostrzenica, bez pytania jej o zgodę. Chłopcy byli traktowani podobnie. Często młodzi widzieli się po raz pierwszy dopiero podczas ceremonii ślubnej. Rodzice sami wyszukiwali kandydata na małżonka i układali się z jego rodziną co do posagu, wiana, pracy na rzecz rodziny przyszłej żony i innych warunków małżeństwa. W Indiach do dziś panuje zwyczaj przekazywania posagu, który choć został tam zdelegalizowany w 1947 r. staje się jednak podstawą żądań i w konsekwencji przyczyną rocznie przeszło 8 tysięcy zabójstw kobiet w tym kraju.
W przypadku małżeństw aranżowanych w okresie młodości, małżeństwo może być tak zawierane, że kobieta po dorośnięciu może odrzucić przewidziane dla niej małżeństwo i przerywa zaręczyny. Tak jest na przykład wśród Eskimosów.
W niektórych kulturach kobiecie nie przysługuje prawo odrzucenia zaaranżowanych zaręczyn, np. krajach arabskich lub w Chinach. Skrajnym przypadkiem jest małżeństwo wymuszone pod groźbą odwetu, w tym zabójstwa. Do dziś zdarza się, że męscy członkowie rodziny, tj. ojcowie, bracia, wujowie, kuzyni, zabijają kobietę, gdy chce ona wyjść za mężczyznę, który ich zdaniem jest dla niej nieodpowiedni (zob. zabójstwo honorowe). Przestępstwa tego rodzaju zdarzają się nie tylko na Bliskim Wschodzie, ale też w Europie, np. wśród migrantów, a ich ofiarami padają najczęściej te kobiety, których ojcowie są wyznawcami Islamu. Zabójstwa takie zdarzają się też w Albanii, Kosowie oraz na Sycylii. Przypadki przymuszeń rzadziej zdarzają się wśród chrześcijan – według niemieckiego raportu dotyczą one ok. 3% wszystkich znanych przypadków.
Może być i tak, że decyzję o zawarciu małżeństwa podejmują wyłącznie rodzice przyszłych małżonków, w okresie, gdy dzieci są już dorosłymi ludźmi. Tego wyboru nie poprzedzają zaręczyny w okresie dziecięcym czy dorastania. Było tak często w Europie do początku XX wieku. Bywało, że córka buntowała się przeciw decyzji rodziców, np. groziła popełnieniem samobójstwa lub dokonywała próby samobójczej. Królowie i arystokraci, przyjmując, że małżeństwo ich potomków jest bardziej kwestią polityczną niż prywatną, podejmowali za nich decyzje dotyczące małżeństwa.

### Dobór grupy pochodzeniowej małżonków
Z uwagi na dobór grupy pochodzeniowej (zob. też ród, klan, lineaż) współmałżonków przy zawieraniu małżeństw wyróżnia się endogamię (zobacz też tzw. małżeństwa preferencyjne: sororat, lewirat) i egzogamię. Pojęciem uniwersalnym w tym zakresie jest pojęcie kazirodztwa (a także pokrewieństwa).
W grupach uprzywilejowanych ekonomicznie lub stojących wysoko w hierarchii społecznej często występuje endogamia, która sprzyja wówczas integralności społecznej i zabezpiecza interesy ekonomiczne tych grup. Pojęcie mezaliansu związane jest z sytuacją, w której dochodzi do wyłamania się z endogamii określonej klasy społecznej. Istnienie egzogamii można tłumaczyć względami czysto praktycznymi, zwłaszcza w przypadku najprostszych, znacznie rozproszonych terytorialnie zbiorowości ludzkich – w izolowanej małej grupie łatwo może się zdarzyć zakłócenie proporcji płci w określonej grupie wieku i część osób, czasem znaczna, może nie znaleźć współmałżonka (sądzi się, że właściwe proporcje płci możliwe są dopiero w grupach liczących co najmniej 400 osób) i musi ich szukać w innych zbiorowościach ludzi. Małżeństwa omijające reguły endogamii (tzw. małżeństwa międzykategorialne) zdarzają się częściej tam, tam gdzie grupy (wyróżnione np. przez przynależność etniczną czy religijną) są niewielkie natomiast skłonność do zawierania małżeństw endogamicznych rośnie wówczas, gdy maleje stopień zróżnicowania danej populacji. Przykładem ścisłej endogamii może być, panujący od zamierzchłych czasów, system kastowy w Indiach, gdzie małżeństwo zawierało się w obrębie jednej z dwunastu kast (system ten uległ w XX wieku pewnemu rozluźnieniu).
W kontekście endogamii można mówić też o:
- małżeństwach kuzynów – w wielu krajach są to związki zakazane, tym niemniej około 10% małżeństw na świecie stanowią małżeństwa partnerów będących w relacji pokrewieństwa kuzynowskiego pierwszego lub drugiego stopnia[potrzebny przypis]. Przykładem małżeństwa kuzynów znanego z historii jest małżeństwo Charlesa Darwina z jego kuzynką pierwszego stopnia Emmą Wedgwood.
- homogamii w małżeństwie – określenie homogamia (stosowany najczęściej w socjologii) dotyczy podobieństwa małżonków pod względem pochodzenia społecznego, statusu społeczno-ekonomicznego, wykształcenia lub innych cech[72][73]; podczas gdy termin endogamia (zasadniczo stosowany w antropologii kulturowej) odnosi się do zgodności małżonków pod względem etnicznym, plemiennym, narodowym i wyznaniowym; jak wskazują socjolodzy homogamia małżeńska, choć może nie zawsze konsekwentna, stanowi uniwersalną regułę doboru małżeńskiego.

W kontekście egzogamii można mówić o:
- małżeństwach mieszanych – pomiędzy partnerami o innej narodowości, z innej grupy etnicznej, innej rasy lub innego wyznania (co wiąże się czasami jednocześnie z przyjęciem wyznania czy religii poślubianego partnera). Historycznie małżeństwa międzyrasowe były zakazane m.in. w Niemczech nazistowskich (zob. też Małżeństwo w III Rzeszy), przed 1967 r. w wielu stanach Stanów Zjednoczonych, a także w Republice Południowej Afryki w czasach panowania apartheidu. W niektórych krajach arabskich istnieją tradycja i reguły, zgodnie z którymi kobieta pozbawiona jest praw cywilnych w przypadku wyjścia za mąż za mężczyznę spoza kraju, w którym się urodziła albo za mężczyznę, który nie jest muzułmaninem. Kobiety, które złamią te reguły narażają się na przemoc ze strony męskich członków swej rodziny – w skrajnych przypadkach nawet pogrzebanie żywcem, a przemoc taką usprawiedliwia się na gruncie prawa, które w sposób nieprecyzyjny definiuje cudzołóstwo. Prawo takie utrzymują m.in. Arabia Saudyjska, Syria, Maroko, Jordania, Irak, Pakistan, Egipt, Afganistan i Autonomia Palestyńska[potrzebny przypis].
- hipergamii – skłonności kobiet o wysokim statusie społeczno-ekonomicznym do poszukiwania małżonka o jeszcze wyższym statusie społeczno-ekonomicznym niż ich własny, przy jednoczesnym unikaniu związków z partnerami o niższym statusie społeczno-ekonomicznym; mężczyźni nie przejawiają skłonności do hipergamii, nie konkurują o zasoby ekonomiczne kobiet, poszukując u partnerek głównie atrakcyjności fizycznej, urody i młodości, które to cechy, jak uzasadniają psycholodzy ewolucyjni, wskazują na wysoką wartość reprodukcyjną kobiet[potrzebny przypis].

## Historia małżeństw

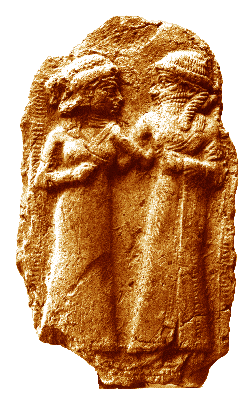
Starożytne sumeryjskie wyobrażenie małżeństwa Inanny i Dumuzida

Historia małżeństwa jest często rozpatrywana w ramach historii rodziny lub historii prawa.

### Świat starożytny

#### Starożytny Bliski Wschód
Wiele kultur ma legendy dotyczące genezy małżeństwa. Z biegiem czasu zmieniły się sposób, w jaki małżeństwo jest zawierane oraz jego reguły i konsekwencje, podobnie jak zmieniła się sama instytucja, stosownie do kultury lub sytuacji demograficznej danego okresu.
Według starożytnej tradycji hebrajskiej, żona była postrzegana jako własność o dużej wartości i dlatego też zazwyczaj była otoczona szczególną troską. We wczesnych wspólnotach koczowniczych na Bliskim Wschodzie praktykowano formę małżeństwa znaną jako beena, w której żona posiadała własny namiot, w którym zachowywała całkowitą niezależność od męża; zasada ta zdaje się funkcjonować częściowo we wczesnym społeczeństwie izraelskim, ponieważ niektóre z pierwszych fragmentów Biblii zdają się przedstawiać pewne żony jako posiadające namiot jako własność prywatną(konkretnie Jael, Sara i żony Jakuba).

### Polska

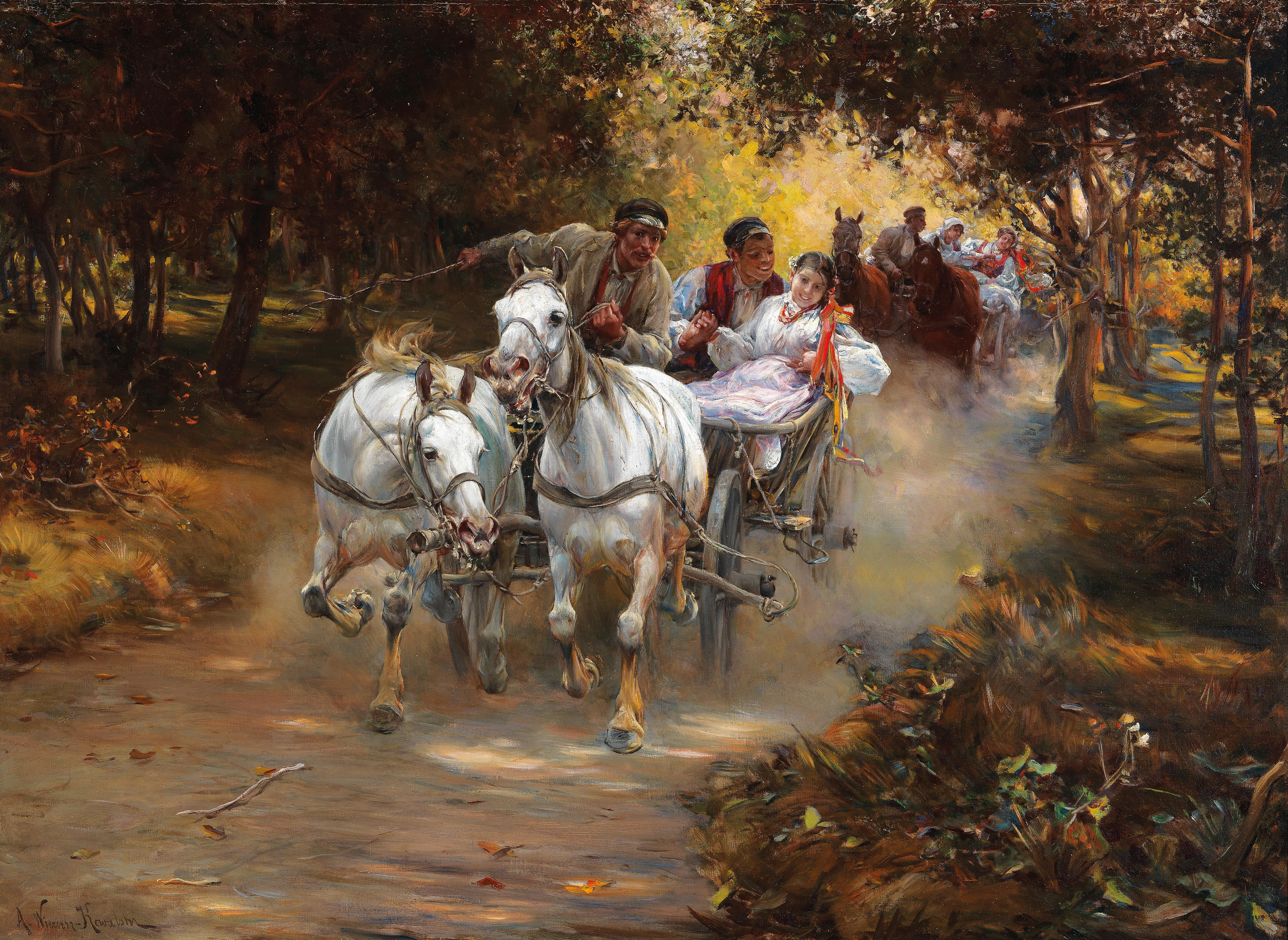
Alfred Kowalski, Wesele chłopskie

W Polsce do XVI w. ślub miał charakter świecki, mimo nakazów kościelnych przekazanych przez legata papieskiego Piotra z Kapui w 1197 r. Po soborze trydenckim śluby kościelne stały się jedyną formą zawierania małżeństw, a od 1577 r. ślub bez dopełnienia wszystkich wymogów kościelnych był prawnie nieważny. W tym okresie ograniczono też swobodę rozwodu, który wcześniej zależał wyłącznie od obopólnej woli małżonków. Śluby cywilne wprowadzono Kodeksem Napoleona w czasach Księstwa Warszawskiego, jednak z uwagi na brak odpowiednich urzędników nadal praktykowano śluby kościelne, gdyż duchowni ci odmawiali udzielania ślubów cywilnych. Kodeks cywilny Królestwa Polskiego z 1825 r. przywrócił śluby kościelne jako wyłączną formę małżeństwa, a w 1836 r. wszystkie kwestie małżeńskie przekazano do sądów kościelnych. W zaborze pruskim w 1874 r. wprowadzono śluby świeckie.
Odrodzona Polska przejęła system prawny w zakresie małżeństw po zaborcach i aż do końca okresu międzywojennego funkcjonowały one w niezmienionej formie, chociaż od 1920 r. prowadzono prace nad prawem małżeńskim, które zakończyły się w 1929 r. przygotowaniem projektu uważanego za jeden z najlepszych w Europie. Projekt ten zakładał możliwość zawarcia ślubu świeckiego lub kościelnego – oba ze skutkami prawno-administracyjnymi, lecz nie wszedł on w życie po tym, jak został oprotestowany przez Kościół katolicki.
Od 1 stycznia 1946 dekretem z 25 września 1945 wprowadzono prawo małżeńskie i o aktach stanu cywilnego, które zakładało wprowadzenie w pełni świeckich ślubów cywilnych. Śluby kościelne mogły być zawierane na życzenie małżonków, nie powodowały jednak żadnych skutków prawnych, tj. państwo nie uznawało za małżonków ludzi, którzy wzięli jedynie ślub kościelny. Liczne przypadki, w których duchowni nie informowali biorących ślub kościelny o potrzebie zawarcia także małżeństwa cywilnego spowodował, że w 1958 r. wprowadzono wymóg zawarcia małżeństwa cywilnego przed ślubem kościelnym. Konkordat z 1993 r. wprowadził możliwość zawarcia ślubu cywilnego poprzez ceremonię ślubu kościelnego.

### Chiny

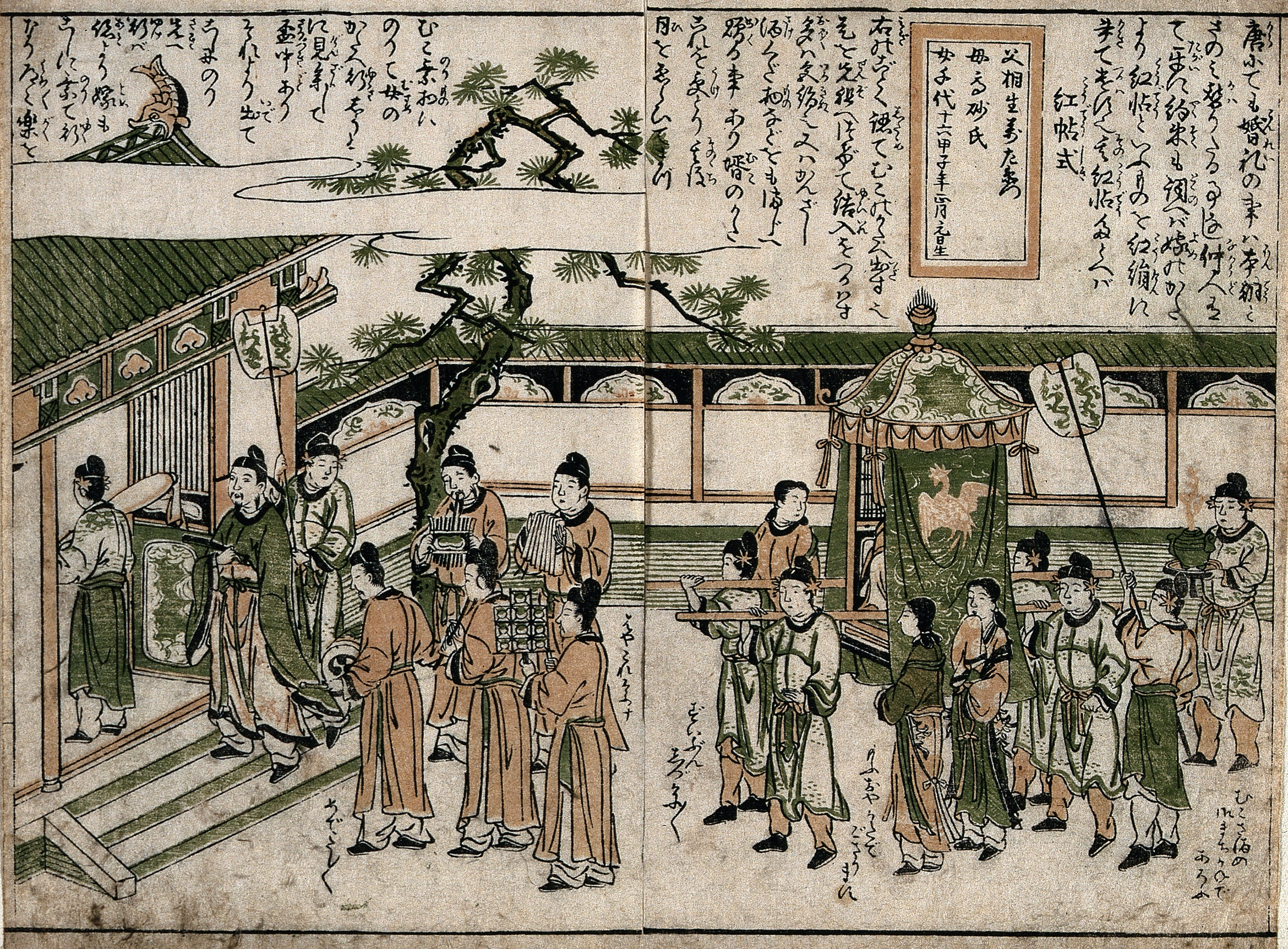
Chińskie wesele: panna młoda zostaje przewieziona do swojego nowego domu w pałacu w ramach procesji.

Mitologiczna geneza chińskiego heteroseksualnego małżeństwa opiera się na opowieści o Nüwie i FuXi, którzy opracowali odpowiednie procedury małżeńskie z chwilą zawarcia związku małżeńskiego. W starożytnym społeczeństwie chińskim ludzie o tym samym nazwisku mieli obowiązek sprawdzenia swoich drzew genealogicznych przed zawarciem małżeństwa, aby zmniejszyć potencjalne ryzyko niezamierzonego kazirodztwa. Małżeństwo z krewnymi po stronie matki na ogół nie było uznawane za kazirodztwo. Rodziny niekiedy zawierały między sobą związki małżeńskie z pokolenia na pokolenie. Z czasem Chińczycy stali się bardziej mobilni geograficznie. Poszczególne osoby pozostały członkami swoich biologicznych rodzin. Po śmierci pary małżeńskiej mąż i żona byli grzebani oddzielnie na cmentarzu swojego klanu.

### Małżeństwo w kulturze zachodniej
Podstawy współczesnego wzorca małżeństwa w kulturze europejskiej wywodzą się z kultury starożytnego Rzymu, kultury judaistycznej i kultury germańskiej. Wraz z upływem wieków małżeństwo zachodnie kształtowane było dalej przez średniowieczną doktrynę Kościoła, żądania wysunięte przez protestantów w czasach reformacji oraz społeczny wpływ rewolucji przemysłowej.
Poprzez znaczną część historii świata zachodniego małżeństwo nie było jedynie osobistą sprawą męża i żony, ale raczej miało charakter układu pomiędzy rodzinami i dlatego większość małżeństw była aranżowana przez rodziny przyszłych małżonków. Żona w takich związkach miała zwykle znacznie mniej praw niż jej mąż i oczekiwano, że będzie mu podległa. W znaczącym zakresie, małżeństwo stanowiło układ o podłożu ekonomicznym, który nie miał nic wspólnego z miłością. Do najważniejszych małżeńskich powinności zaliczano prokreację i współpracę dla obopólnego dobra tak samych małżonków, jak i ich rodzin. W kulturze zachodniej na wiele wieków przyjął się też zakaz rozwodów, co kontrastuje ze zwyczajami starożytnych, kiedy rozwód uzyskać można było zwykle bardzo łatwo. W starożytnym Rzymie para mogła rozwieść się także za obopólną zgodą – w wielu europejskich krajach do dziś jest to niemożliwe. Zwraca też uwagę fakt, że w kulturze zachodniej małżeństwo jawiło się zawsze jako oczywista konieczność, a na osoby stanu wolnego zazwyczaj wywierano nacisk by weszły w związek małżeński. Nacisk taki osłabł, przynajmniej na jakiś czas, pod wpływem chrześcijaństwa, które uznaje celibat za cnotę.

#### Wiek XX
Pierwsza połowa XX wieku to okres, w którym małżeństwo w kulturze zachodniej (a także w niektórych kulturach Wschodu) jako norma życia spełniało się najpełniej. Poniższe przemiany, w pewnej części (z wyjątkiem m.in. emancypacji kobiet i fenomenu miłości erotycznej), nie oznaczają odejścia od wielowiekowej tradycji a raczej swego rodzaju powrót do realiów jakie charakteryzowały małżeństwo przez wieki począwszy od czasów średniowiecza. Trudy codzienności w tamtych czasach sprawiały, że małżeństwa powszechnie (z wyjątkiem sfer władców i arystokracji gdzie na kobiercu ślubnym nierzadko stawali nastolatkowie) zawierano stosunkowo późno a czasami wcale (małżonkowie przeciętnie rzecz biorąc mieli tyle samo lat co pobierające się pary w dużych miastach Zachodu na początku XXI wieku), dzieci stanowiły znaczny ciężar, przychodziły na świat późno co ograniczało dzietność, dość często też rodziły się poza związkami (a spory ich odsetek nie dożywał wówczas dorosłości). Na przestrzeni wieków nie zmieniła się też przeciętna długość trwania małżeństwa, która wynosi około 15 lat.
W III Rzeszy projekt Heinricha Himmlera zalecał zawieranie małżeństw przez członków SS z tzw. wzorcowymi żonami. Kandydatka na żonę w wyglądzie zewnętrznym powinna posiadać cechy nordyckie, oraz zdać egzamin z zakresu historii, języków obcych, jazdy konnej, pływania i strzelania z broni palnej. Ponadto powinna posiadać prawo jazdy i wzorowo prowadzić gospodarstwo domowe oraz gotować. Projektowano, że małżeństwo bezdzietne będzie rozwiązywane przez państwo po upływie pięciu lat.
Wśród środowisk konserwatywnych panuje przekonanie, że przemiany te są niekorzystne, szczególnie względem dzieci, prowadzą do upadku rodziny i do upadku moralnego. W kręgach tych za właściwą drogę uznaje się wspieranie modelu rodziny nuklearnej, wzmocnienie trwałości małżeństwa, dążenie do ścisłego powiązania prokreacji z małżeństwem i zapewnienia każdemu dziecku opieki obojga rodziców.
Efektem powyższej różnicy przekonań są tzw. wojny rodzinne, czyli spory i polemiki jakie prowadzą pomiędzy sobą od połowy lat 80. XX wieku uczeni, publicyści, aktywiści ruchów społecznych i politycy.

#### Przełom wieków XX i XXI
W krajach Zachodu w XX i na początku XXI wieku (w porównaniu z początkami wieku XX) zawiera się coraz mniej małżeństw a jeśli już to w coraz późniejszym wieku, coraz większy ich odsetek kończy się rozwodem. Osoby coraz częściej wybierają wolne związki lub żyją samodzielnie bez partnera i rodziny, rzadziej decydują się na posiadanie dzieci (które coraz częściej przychodzą na świat poza małżeństwem). Trendy te są wyraźniejsze na terenach zurbanizowanych, mieszkańcy terenów wiejskich wykazują większe przywiązanie do tradycyjnych modeli małżeńskich. W Polsce przemiany te, choć nie są tak daleko posunięte jak w niektórych krajach Zachodu, mają taki sam charakter.
- umocnienie ideału miłości jako podstawy związków – choć dziś w kulturze zachodniej prawie nikt nie zawiera rodziny inaczej niż na podstawie związku dwojga kochających się ludzi to z historycznego punktu widzenia jest to jednak idea nowa. Miłość małżeńska w dawnym społeczeństwie stanowiła obszar sekretu, co w zasadzie przetrwało aż do początków XX w. Po umowie spisanej u notariusza, ujawnianie wylewnych uczuć do drugiej osoby wydawałoby się niestosowne czy wręcz śmieszne. W tamtym czasie miłość pomiędzy małżonkami należało utrzymywać w sekrecie, tak była bowiem sprzeczna z zasadami obowiązującego savoir-vivre’u. Jeszcze w 1930 r. zawód i sytuacja majątkowa oraz zalety moralne wydawały się znacznie ważniejsze przy podejmowaniu decyzji o małżeństwie niż wygląd zewnętrzny czy predyspozycje psychiczne. Lata 30. przyniosły wiele zmian w tej materii, całkiem nowym zjawiskiem było docenienie miłości małżeńskiej.
- wzrost liczby związków intymnych (chodzenia ze sobą na stałe) przed zawarciem małżeństwa[93] – we Francji pomiędzy rokiem 1970 i 1985 z 20% do 75%.
- wzrost liczby par zamieszkujących bez ślubu (w tym przed ślubem) – W 1994 r. odsetek par kohabitujących w wieku 16–29 lat wynosił w Danii ponad 70%, w Holandii ponad 50%, we Francji ponad 40% (we Francji w 1968 i 1969 na sto par, które zawierają związek małżeński 17 od pewnego czasu żyło wspólnie, w 1977 było ich 44), w Niemczech 30%, tyle też (30%) wynosił średni odsetek dla całej Unii Europejskiej. Liczba kobiet kohabitujących przed pierwszym małżeństwem w Wielkiej Brytanii od 1965 do 1999 r. wzrosła z 5% do 50%. W latach 90. XX wieku kohabitowało przed pierwszym ślubem 90% Holendrów. Najwięcej osób mieszkających na „kocią łapę” jest w krajach skandynawskich (np. w Szwecji wśród ludzi w wieku 25–29 lat jest to 70%). Najmniej par kohabitujących (zwłaszcza trwale kohabitujących) jest w krajach katolickich takich jak Irlandia czy Polska. Jednak i w Polsce liczba par kohabitujących trwale powiększyła się od 250 tysięcy w roku 1988 do ponad 310 tysięcy w 2001 r. i stale wzrasta (według spisu powszechnego w 2002 r. w Polsce kohabitowało 400 tys. osób jednak z innych badań wynika, że przynajmniej 1/3 mieszkających razem par nie ma ślubu). W latach 1976–1977 życie bez ślubu za dobry pomysł uznało 33% Amerykanek i 47% Amerykanów, 20 lat później liczby te wynosiły odpowiednio 60% i 67%. W 20 Stanach Zjednoczonych jeszcze w 1984 r. konkubinat był nielegalny i dziś w tym państwie tylko 3% długotrwałych związków partnerskich to związki nieformalne. Na kohabitację decydują się przede wszystkim osoby, które odrzucają prawo państwa do kontroli nad swoimi uczuciami. Państwo poprzez akty prawne regulujące formalne małżeństwo wkracza w związek dwojga osób związanych ślubem; w podobny sposób wkracza zinstytucjonalizowana religia (w Polsce w postaci Kościoła katolickiego). Nad kohabitującą parą nie ma takiej kontroli. Małżeństwo przestaje być więc instytucją – staje się jedynie formalnością. Instytucji małżeństwa zagraża, niejako od wewnątrz, usankcjonowanie życia prywatnego jednostek (ich emancypacja z życia rodzinnego); młodzi, zamieszkujący wspólnie obawiają się przede wszystkim tego, że małżeństwo doprowadzi do degradacji ich związku, niektórzy wręcz sądzą, że brak zobowiązań i trwałości narzuconej instytucjonalnie jest gwarancją jakości ich związku, wolny stan cywilny i wolne związki popularyzowały się szczególnie wśród wyższych warstw społecznych jako styl życia wykształconych ludzi ze środowisk miejskich. Tam gdzie udokumentowana kohabitacja traktowana jest podobnie jak małżeństwo para nie zyskuje niczego poprzez zawarcie małżeństwa, wręcz przeciwnie, towarzyszy temu wrażenie, że coś traci, małżeństwo traktowane jest jako ograniczenie życia. Zjawisko wolnego związku przybrało rozmiary nieodwracalne, ale w coraz to większym stopniu upodobniło się do małżeństwa szczególnie na gruncie prawodawstwa, które dostosowało się w wielu krajach do nowych okoliczności, również dzieci prawowite i naturalne w ten sposób stały się sobie coraz bliższe. W 16 z 27 państw Unii Europejskiej obowiązują przepisy o związkach partnerskich, które powstały zasadniczo z myślą o parach homoseksualnych jednak niedługo stały się popularne wśród par heteroseksualnych[94][95] (we Francji pary różnopłciowe stanowią 94% wszystkich par korzystających z Pacte civil de solidarité, czyli Cywilnej Umowy Solidarności, żyje w takich związkach już około miliona Francuzów i nadal ich przybywa – na cztery małżeństwa przypadają trzy umowy PACS i są one mniej więcej tak samo trwałe jak małżeństwa, rozpada się nieco poniżej 20 na 100 zawartych). Choć wspólne zamieszkiwanie nie stanowi jedynie odroczenia małżeństwa to jednak zaledwie 10% związków kohabitacyjnych nie kończy się małżeństwem.
- wzrost liczby nieślubnych dzieci (w tym wzrost liczby narodzin przedmałżeńskich), stopniała też liczba osób uważająca, że urodzenia takie są destruktywne dla społeczeństwa (w Stanach Zjednoczonych od lat 70. do 90. XX wieku z ponad 20 do kilkunastu procent). Z danych Eurostatu z lat 2012–2014 wynika, że w Europie liczba nieślubnych dzieci rośnie w szybkim tempie. Państwem z największym odsetkiem była Islandia (67% urodzin to dzieci nieślubne), a za nią Estonia i Bułgaria (59%), Słowenia (58%), Francja (57%), Szwecja i Norwegia (55%) oraz Belgia i Dania (53%). Blisko połowa rodzi się w Holandii i Portugalii (49%) i Wielkiej Brytanii (48%). Najmniej nieślubnych dzieci rodziło się w Grecji (8%), Macedonii (11%), Białorusi (16%), Chorwacji (17%), na Cyprze (19%), Ukrainie (21%), Szwajcarii i Liechtensteinie (22%), Rosji (23%) i Polsce (24%) oraz w Serbii (25%).
- wzrost liczby osób żyjących poza rodziną – kiedyś niezamężne kobiety żyły z rodzicami, dzisiaj ludzie (szczególnie kobiety) mają skłonność do wyprowadzania się od rodziców i do zakładania własnych domostw w samotności, czyli bez partnera, w Stanach Zjednoczonych w 1960 r. samotnie (bez rodziców) żyło tylko 15% ludzi, a w 1990 już 29% (i większość tych gospodarstw, czyli 85% była jednoosobowa).
- wzrost liczby osób żyjących bez partnera – w 2010 r. po 30. roku życia żyło samotnie 30% Węgierek; przewiduje się, że 30% Brytyjek po studiach nigdy nie wyjdzie za mąż; w Wielkiej Brytanii w 1979 r. samotnie żyła jedna czwarta kobiet poniżej 50. roku życia, w roku 1993 już jedna trzecia; w Stanach Zjednoczonych liczba samotnych mężczyzn w wieku 25-34 wzrosła w latach 1968–1993 z jednej trzeciej do trzech piątych; w 1990 r. w Stanach Zjednoczonych 23 miliony obywateli obojga płci mieszkały samotnie – bez partnera seksualnego i z dala od swoich krewnych, jedną czwartą stanowią obecnie gospodarstwa domowe prowadzone przez samotne kobiety, samotnych mężczyzn albo wspólnie z osobami niespokrewnionymi, w 2000 r. 42% kobiet powyżej 18. roku życia było niezamężne; szacuje się (rok 2008), że 25,8% gospodarstw domowych w Stanach Zjednoczonych to gospodarstwa singli. W 2006 r. w Unii Europejskiej jedną czwartą domostw stanowiły gospodarstwa należące do jednej osoby. W Wielkiej Brytanii w 1901 r. było jedno samodzielnie prowadzone gospodarstwo na 20, w 1961 było już takich gospodarstw 20%, a w 2000 r. ponad 30%. Najwyższy odsetek jednoosobowych gospodarstw notuje się w krajach skandynawskich: w Danii 44%, w Szwecji 43% i w Finlandii 38%. W Polsce stale zwiększa się ilość gospodarstw jednoosobowych: 1970 – 16%, 1988 – 18%, 1995 – 24%, 2002 – 25% z czego część stanowiły gospodarstwa singli; łączny odsetek samotnych kobiet (panien, rozwódek, wdów) wynosił w 2002 r. 42,6%.
- podwyższenie wieku zawarcia małżeństwa – statystyczna panna młoda w Stanach Zjednoczonych w 1960 r. miała 20 lat, a w 1991 r. była już o 4 lata starsza; jeszcze w 1970 r. wiek pierwszego małżeństwa oscylował wokół 21 lat, dziś za mąż wychodzą kobiety 25-letnie (a jeśli kobieta ukończy studia wyższe średni wiek pierwszego zamążpójścia to 27 lat), liczba niezamężnych, 20-24 letnich kobiet w ciągu ostatnich 30 lat (do 2010 r.) podwoiła się, a niezamężnych 25-34 letnich potroiła się z 6% w 1970 r. do 22% w roku 2000. W krajach Europy średni wiek zawarcia (pierwszego) małżeństwa przesunął się od 1975 r. do 2000 r. o pięć lat (z przedziału wiekowego 22–25 lat do przedziału wiekowego 25–30 lat). Średnio, kobiety wychodzą za mąż w wieku 29 lat, z kolei mężczyźni – w wieku 31 lat. Zmienił się też wiek, w którym kobiety i mężczyźni planują małżeństwo. Kobiety planują je dziś o pięć lat później niż 40 lat temu. W Polsce na początku lat 90. przeszło połowa mężczyzn zawierających małżeństwo nie osiągała jeszcze 25 lat, w 2008 r. – już tylko niespełna 25% z nich. Wśród kobiet udział ten uległ zmniejszeniu z 73% do 44%[potrzebny przypis][96].
- zmniejszenie ilości zawieranych małżeństw – we Francji w 1965 r. było ich nieco ponad 346 tys.; w 1971: 416,5 tys. (liczba rekordowa); w 1981: 100 tys. mniej; w 1985: 285 tys. Ogólnie w Unii Europejskiej liczba zawieranych małżeństw (nie tylko sakramentalnych) spadła – w 2008 r. było ich niemal o jedną czwartą mniej niż 25 lat temu (w Europie w 2006 r. zawierano o przeszło 730 tys. mniej małżeństw niż w 1980 r. nastąpił więc w tym okresie spadek o 23,9%). W Polsce w 2009 r. zawarto 256 tys. nowych małżeństw, było to o niemal 2 tys. mniej niż w 2008 r.. W 2010 r. nastąpił dalszy spadek o 15%[potrzebny przypis].
- zmniejszenie ilości zawieranych małżeństw wyznaniowych – w latach 1970–1990 liczba małżeństw katolickich (zawieranych w kościele) spadła: w Niemczech Zachodnich o 12%, w Szwajcarii o 20%, a w Holandii o 40%, liczba zawieranych małżeństw protestanckich w tym czasie spadła w Niemczech Zachodnich o 10%; W Hiszpanii w czasach Generała Franco (1975 r.) Hiszpanie musieli zawierać małżeństwa w kościele i niemal 100% małżeństw zawierano na drodze ceremonii religijnej, odsetek ten spadł w roku 1990 do 85%, podobne spadki odnotowano w krajach tradycyjnie katolickich takich jak Włochy czy Portugalia. Dziś w Europie jedynie w krajach o tradycji katolickiej liczba małżeństw wyznaniowych przewyższa liczbę małżeństw (wyłącznie) cywilnych: w Belgii i Austrii (jeśli pominąć powtórne małżeństwa rozwiedzionych) ślub kościelny biorą trzy na cztery osoby a we Francji dwie na trzy osoby (w 1990 r. w tym kraju małżeństwa wyznaniowe stanowiły ok. 50–60% i podobnie było w Niemczech Zachodnich oraz w Danii, a w Holandii, Niemczech Wschodnich i Czechosłowacji par takich było mniej niż połowa wszystkich). Tuż przed II wojną światową 30% Anglików, Walijczyków i Szkotów zawierało wyłącznie ślub cywlny, liczba ta wzrosła w 1990 r. do około 50%. Francuski demograf Alfred Dittgen obliczył, że w latach 90. XX wieku połowa par w Europie zawierała wyłącznie małżeństwa cywilne. W Polsce w latach 70. XX wieku małżeństwa wyznaniowe stanowiły 80%, w latach 80. liczba ta wzrosła do rekordowej liczby 95% i od tego czasu spada – Polacy coraz rzadziej biorą ślub kościelny (obecnie jest to około 70% wszystkich zawieranych małżeństw).
- zwiększenie ilości rozwodów (w tym wzrost liczby rozwodów przeprowadzonych w pierwszych latach po ślubie) – W 1960 w Stanach Zjednoczonych rozwodziło się zaledwie 9 na 1000 małżeństw. W 1987 r. 21 na 1000 małżeństw. W 1998, czyli 11 lat później już ponad połowa (505 na 1000). W wybranych krajach Europy wskaźnik ten był jeszcze wyższy, czyli powyżej 500 na 1000 (m.in. w Finlandii, Wielkiej Brytanii, na Węgrzech i w Rosji). Jedynie w krajach Europy znajdujących się pod wpływem norm religijnych Kościoła katolickiego (m.in. w Polsce, Włoszech) wskaźnik rozwodów był niższy jednak i tu liczba rozwodów stale rośnie (w Polsce liczba rozwodów między 1946 a 1987 r. powiększyła się sześciokrotnie; w 2010 r. szacowano, że w Polsce rozwodzi się około 300 małżeństw na 1000 nowo zawartych). Obecnie w Unii Europejskiej jest o połowę rozwodów więcej niż 25 lat temu – około milion rocznie – to o 365 tys. więcej niż w 1980 r.. W latach 1996–2006 rozpadło się w Unii Europejskiej ponad 10 milionów małżeństw (najwięcej, bo aż dwie trzecie małżeństw w 2006 r. rozpadało się w Wielkiej Brytanii, Luksemburgu i Hiszpanii). W Polsce każdego roku składane jest średnio od 90 do 100 tys. pozwów rozwodowych. W 2010 r. wydano prawie 68 tys. wyroków, które zakończyły związki małżeńskie (15 lat temu było to 35 tysięcy rocznie). Równocześnie prawo regulujące rozwody w Stanach Zjednoczonych i Europie stało się bardzo mało restrykcyjne. Rozwód jest swego rodzaju dobrem konsumpcyjnym – wskaźnik rozwodów rośnie wraz z dobrobytem i spada podczas długiego kryzysu ekonomicznego. Prawo francuskie z 1884 r. dopuszczało rozwody tylko w przypadku popełnienia przez jednego z małżonków poważnego przestępstwa. Rozwody należały do rzadkości. W początkach stulecia było ich w tym kraju mniej niż 15 tys. rocznie; w 1940 r. mniej niż 30 tys. Od 1975 r. prawo w tym kraju dopuszcza rozwód za obopólną zgodą jednak już wcześniej w 1960 r. było 28 600 rozwodów, w 1970: 54 300, w 1980: 79 700. Jakkolwiek obraz rozwodnika przestał być zabarwiony wstydem, to jednak rozwód jest w dalszym ciągu postrzegany jako usankcjonowanie porażki. To wciąż pokutujące dziedzictwo judeochrześcijańskie, którego Skandynawowie dawno się już pozbyli. W Szwecji w końcu XX wieku 40% małżeństw kończyło się rozwodem i nierzadko można usłyszeć uwagę tego rodzaju: „Moje ostatnie małżeństwo należało do udanych, trwało siedem lat”.
- wzrost liczby rodzin z jednym rodzicem (chodzi o osoby żyjące samotnie ze swoim dzieckiem lub swoimi dziećmi – obok rozwódek także rosnąca liczba matek samotnych z wyboru) – w Stanach Zjednoczonych w 1950 r. zaledwie 15% gospodarstw było prowadzonych przez jedną osobę, podczas gdy w 1980 r. liczba ta urosła do 27%. W 1950 r. 78% amerykańskich gospodarstw zamieszkiwały pary małżeńskie, w 2010 r. pary takie zamieszkiwały już tylko w 48% gospodarstwach domowych (ponadto w 31 stanach liczba gospodarstw z parą małżeńską posiadającą dzieci spadła poniżej 20% ogółu gospodarstw)[97]. W Paryżu w 1982 r. ponad połowę rodzin stanowiły rodziny jednoosobowe.
- wzrost pozycji i autonomii kobiety w związkach
- nie zmieniła się przeciętna długość trwania małżeństwa, jednak w latach 40 kobiety spędzały w małżeństwie połowę swojego życia, a w końcu lat 70. już tylko 43% czasu swego życia.

## Aspekt prawny
Małżeństwo definiuje się jako związek uznawany przez prawo. Dla państwa instytucja małżeństwa stanowi czynnik stabilizujący ład prawny w społeczeństwie. Ma to związek z tym, że małżeństwo ułatwia ustalenie pochodzenia człowieka i porządkuje stan cywilny jednostki; kształtuje stosunki rodzinne (np. powoduje powstanie stosunku powinowactwa; tworzy grupę rodzinną, będącą trwałym elementem struktury społecznej, względem której państwo prowadzi określoną politykę społeczno-gospodarczą). Instrumentami ochrony małżeństwa są przede wszystkim normy prawne, które mają na celu zapewnienie jego trwałości. Za takie zaś można uznać przepisy określające warunki jego rozwiązania, unieważnienia oraz ustalenia nieistnienia małżeństwa, a także przepisy dotyczące konwalidacji małżeństwa oraz separacji małżeńskiej.

### Prawa i obowiązki
Małżeństwo nakłada prawa i obowiązki na strony małżeńskie, a czasem także na krewnych, będąc jedynym mechanizmem tworzenia stosunków powinowactwa. Te prawa i obowiązki różnią się znacznie między społeczeństwami, a także między poszczególnymi grupami społecznymi. Mogą one obejmować aranżowane małżeństwa, zobowiązania rodzinne, prawne ustanowienie rodziny nuklearnej, ochronę prawną dzieci oraz publiczne deklaracje zaangażowania.

### Restrykcje
Małżeństwo jest instytucją, która historycznie była pełna ograniczeń. Od wieku, przez rasę, status społeczny, pokrewieństwo, płeć, społeczeństwo nakłada ograniczenia na małżeństwo z uwagi na dobro dzieci, przekazywanie zdrowych genów, zachowanie wartości kulturowych, czy też z powodu uprzedzeń i strachu. Prawie wszystkie kultury, które uznają małżeństwo, uznają również cudzołóstwo za naruszenie postanowień małżeństwa.

#### Wiek
Większość krajów ustala minimalny wiek wymagany do zawarcia małżeństwa, co oznacza, że dana osoba musi osiągnąć określony wiek, aby móc legalnie zawrzeć związek małżeński. Wiek ten może zależeć od okoliczności, na przykład wyjątki od ogólnej zasady mogą być dozwolone, jeśli rodzice młodej osoby wyrażą na to zgodę lub jeśli sąd uzna, że dane małżeństwo leży w najlepszym interesie młodej osoby (często dotyczy to przypadków, gdy dziewczyna jest w ciąży). Chociaż większość ograniczeń wiekowych ma na celu zapobieganie zmuszaniu dzieci do zawierania małżeństw, zwłaszcza ze znacznie starszymi partnerami – małżeństw, które mogą mieć negatywne skutki dla edukacji i zdrowia oraz prowadzić do wykorzystywania seksualnego dzieci i innych form przemocy – takie dziecięce małżeństwa pozostają powszechne w niektórych częściach świata. Według ONZ, małżeństwa z dziećmi są najbardziej powszechne na obszarach wiejskich Afryki Subsaharyjskiej i Azji Południowej. Dziesięć państw o najwyższym odsetku małżeństw dziecięcych to: Niger (75%), Czad, Republika Środkowej Afryki, Bangladesz, Gwinea, Mozambik, Mali, Burkina Faso, Sudan Południowy i Malawi.

#### Płeć

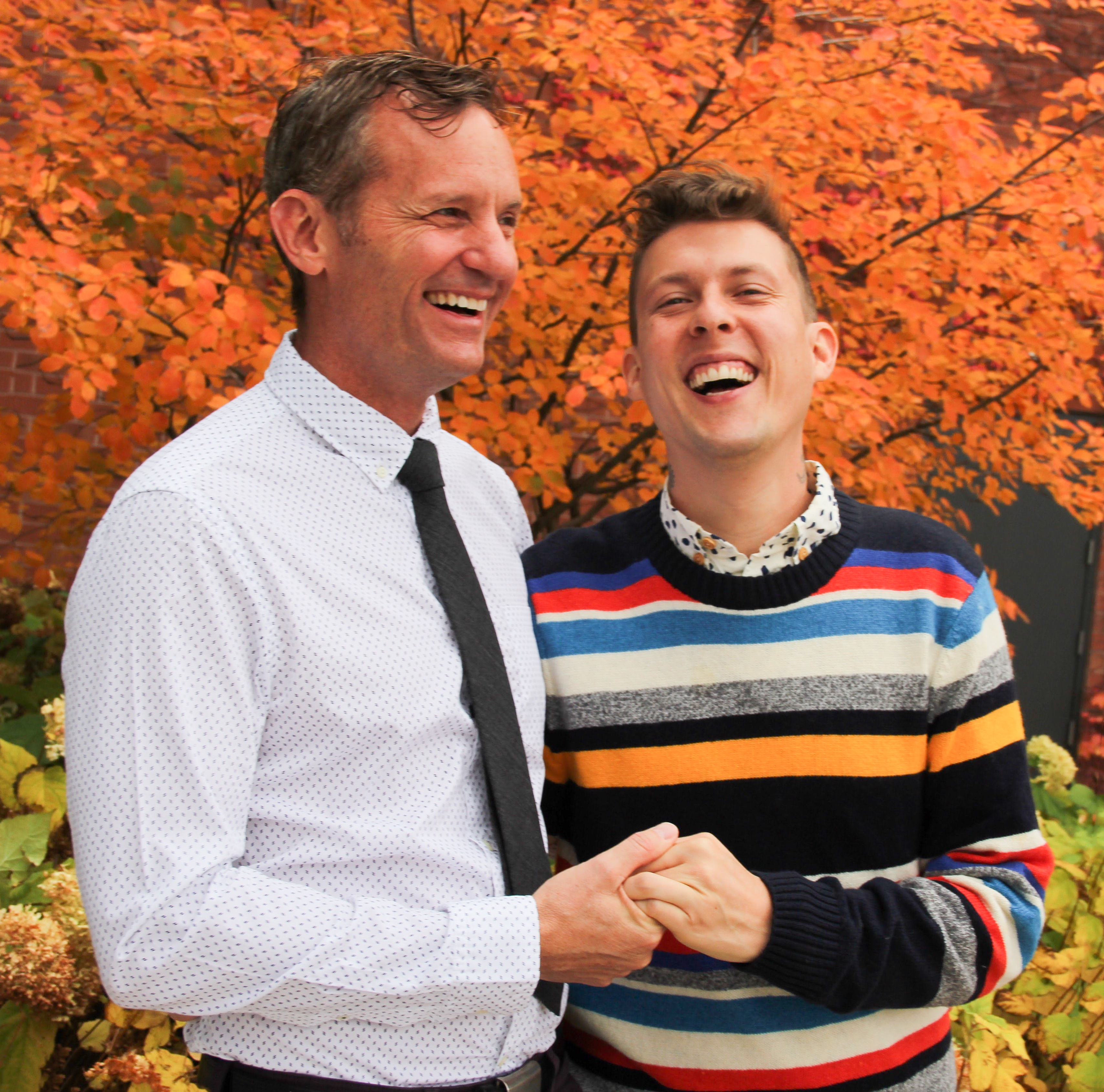
Para nowożeńców tej samej płci

W ustawodawstwie, w tym polskim, małżeństwo bywa postrzegane jako związek pomiędzy kobietą a mężczyzną, co uniemożliwia legalne zawieranie małżeństw przez pary jednopłciowe. Jednak w wielu państwach prawo dopuszcza lub rozpoznaje małżeństwa homoseksualne; są to m.in.: Argentyna, Australia, Austria, Belgia, Brazylia, Dania, Francja, Hiszpania, Holandia, Irlandia, Islandia, Izrael, Kanada, Kolumbia, Luksemburg, Malta, Meksyk, Niemcy, Norwegia, Nowa Zelandia, Portugalia, Stany Zjednoczone, Szwajcaria, Szwecja, Urugwaj, Wielka Brytania. Do grona państw rozpoznających równość małżeńską należy większość państw rozwiniętych.

#### Powinowactwo
W Wielkiej Brytanii do 2005 r. były teść nie mógł poślubić byłej synowej, chyba że oboje ukończyli 21 lat a ich współmałżonkowie zmarli. 13 września 2005 Europejski Trybunał Praw Człowieka jednogłośnie orzekł, że narusza to artykuł 12 Europejskiej Konwencji o ochronie praw człowieka.

## Aspekt społeczny
Małżeństwo jest trwałym (ale nie nierozerwalnym) i legalnym związkiem, powstałym z woli małżonków, jako równoprawnych stron w celu wspólnego pożycia, realizacji dobra małżonków, dobra założonej rodziny i jej celów społecznych. Z punktu widzenia socjologii małżeństwo jest rodzajem wspólnoty realizującej potrzeby psychiczne, społeczne i fizyczne dwojga ludzi, opartej na porozumieniu i przyzwoleniu na nieformalność. Małżeństwo zakłada istnienie relacji zupełnych, związku o dużym natężeniu, intymność seksualną, dlatego tworzy relację wobec drugiego człowieka, szczególnie zróżnicowaną, pełną niuansów, naznaczoną pieczęcią ekskluzywności i intencją trwałości. Jako związek strukturalny staje się podstawowym elementem struktury rodziny – małżonkowie z chwilą urodzenia się lub adopcji dziecka stają się rodzicami, zatem małżeństwo jest również synonimem rodziny – zadania i cele małżeństwa łączą się z podstawowymi zadaniami i celami rodziny.

### Instytucja małżeństwa a powinowactwo
Małżeństwo jako instytucja społeczna to umowa powołująca lub odnawiająca związki powinowactwa. Powinowactwo wydaje się ważniejsze od związku konkretnej pary małżeńskiej.
W pewnych przypadkach powinowactwo jest jakością trwałą, wiążącą odrębne grupy krewniacze skomplikowanym systemem więzi odnawianych kolejnymi małżeństwami swych członków i samo może być przyrównane do małżeństwa, gdyż generuje prawa i obowiązki gdzie indziej charakteryzujące małżeństwo.
W niektórych kulturach i okolicznościach z powinowactwa wynikać może uprawnienie (obowiązek) pojęcia żony (i wzbudzenie potomstwa zmarłemu bratu) – małżeństwo lewirackie (jibum), a z wielu stosunków pokrewieństwa wypływa surowy zakaz zarówno obcowania płciowego, jak i zawarcia małżeństwa.
Historycznie rzecz ujmując instytucja małżeństwa miała wyjątkowe znaczenie społeczne dzięki tworzonemu przez nią związkowi powinowactwa, który odgrywał istotną rolę w polityce i socjotechnice społeczeństw plemiennych. Znaczenie to było wprost proporcjonalne do roli grup krewniaczych w strukturze społecznej i wraz z ich zanikiem lub osłabieniem małżeństwo stawało się w coraz większym stopniu sprawą prywatną. W procesie odspołeczniania małżeństwa zmieniały się też zasady doboru partnerów od całkowicie organizowanego przez rodzinę lub szerszą grupę krewniaczą do uznającego wybór na podstawie woli samych partnerów. W miarę przechodzenia od doboru kojarzonego do swobodnego, przekształceniom ulegały zewnętrzne oznaki zaangażowania grupy krewniaczej w przygotowanie małżeństwa, a zwłaszcza rola egzogamii, lokalizacji małżeńskiej i płatności małżeńskich. Zanikały też pewne anomalne formy zawierania małżeństw polegające na obchodzeniu obowiązujących reguł wobec niemożności sprostania im, jak np. małżeństwo przez porwanie (zob. też rapt) lub małżeństwo przez ucieczkę.

### Obyczajowość związana z małżeństwem
Zwyczaje związane z zawieraniem małżeństwa różnią się w poszczególnych społecznościach. Przykładowo, okres od wyboru partnera małżeńskiego do zawarcia małżeństwa jest zróżnicowany i zależy wprost od wzorców danej kultury. Waha się od wielu lat do zaledwie kilku dni. Skrajny przykład wydłużonego okresu poprzedzającego zawarcie związku stanowi zwyczaj praktykowany przez niektórych mieszkańców prowincji Fujian w Chinach i Tajwanu. Kilkuletnia albo nawet kilkudniowa dziewczynka adoptowana jest przez rodzinę, z której pochodzi jej przyszły mąż. Dziewczynka zamieszkuje wraz z przybraną rodziną i dorasta w towarzystwie swojego przybranego brata a przyszłego męża. Taki zwyczaj, jak i samo małżeństwo nosi nazwę tongyangxi (童養媳) lub w języku tajwańskim sim-pua (新婦仔; „synowa wychowana od dzieciństwa”, „mała synowa”), zaś w przypadku gdy adopcja dziewczynki ma miejsce w czasie gdy rodzina dopiero spodziewa się narodzin syna – denglangxi (等郎媳; „panna młoda oczekująca na pana młodego”).
Czas upływający od podjęcia decyzji o wspólnym życiu do momentu zawarcia małżeństwa umożliwia wzajemne sprawdzenie się kandydatów na małżonków przed samymi sobą oraz w opiniach swoich rodzin, dopasowanie się, oczekiwanie na usamodzielnienie ekonomiczne pozwalające na utrzymanie przyszłych dzieci, dopełnienie określonego tradycją wymogu religijnego itd. Istnieją prawidłowości dotyczące okresu poprzedzającego zawarcie małżeństwa związane z ideałami dotyczącymi przebiegu samego małżeństwa. Na przykład wydłużanie takiego okresu obserwuje się w wypadkach, w których małżeństwo ma trwać przez całe życie lub względnie długo. W takiej sytuacji dłuższe sprawdzanie kandydata ma na celu przewidzenie czy jest on (ona) zainteresowany długotrwałym związkiem. We współczesnym społeczeństwie zachodnim wraz z osłabieniem ideału jak najdłuższego trwania małżeństwa, występuje krótki okres narzeczeństwa.
Zawarcie małżeństwa bywa poprzedzone okresem współbycia ze sobą przyszłych małżonków. Czasami jest on wymagany, czasami tylko dopuszczalny, ale bywa i tak, zwłaszcza w przypadku małżeństw aranżowanych, że przyszli małżonkowie poznają się dopiero podczas uroczystości zaślubin. W przypadku istnienia przedmałżeńskiego okresu współbycia przyszłych małżonków przybiera on postać:
- związku sformalizowanego, na przykład w postaci narzeczeństwa, gdy mają już miejsce wstępne porozumienia pomiędzy rodzinami, jeśli takowe są wymogiem zawarcia małżeństwa (ceremonią która wprowadza kandydatów małżeńskich w okres narzeczeństwa są zaręczyny)
- w miarę luźnej znajomości.

W obu przypadkach okres taki służy wzajemnemu poznaniu przyszłych małżonków i ewentualnemu zweryfikowaniu decyzji o małżeństwie.
Dynastie europejskie w średniowieczu i czasach nowożytnych stosowały powszechnie formę „zaręczyn na przyszłość” – sponsalia de futuro, która pozwalała na aranżowanie małżeństw małoletnich członków rodu.
W polskiej tradycji katolickiej ślub kościelny poprzedzają zapowiedzi. Ksiądz w parafii każdego z narzeczonych przez trzy kolejne niedziele, lub dwie niedziele i jedno tzw. „święto nakazane”, ogłasza podczas ogłoszeń parafialnych informacje o planowanej uroczystości (istnieje alternatywa w postaci wywieszenia „zapowiedzi przedślubnych” w gablocie parafialnej).
W kulturze zachodniej od lat 70. XX w. (w Polsce od lat 80. XX w.) obserwuje się odchodzenie od kultywowania tradycyjnego, formalnego narzeczeństwa, a jeśli już, to praktykuje się je najczęściej w klasie średniej i przybiera ono formy uproszczone. Bywa też i tak, że ma charakter fasadowy (jako usprawiedliwienie przedmałżeńskiej relacji albo przedmałżeńskiej ciąży) albo osobisty (brak aprobaty rodziców). Często partnerzy sami uzgadniają ślub (traktowany jak formalność, któremu nie towarzyszy żadna uczta weselna) i informują o tym niezaangażowanych rodziców (tzw. antynarzeczeństwo).

#### Obyczaje ślubne
Odmienności w zakresie zwyczajów ślubnych związane są ze stopniem sformalizowania przyszłego związku. Tam gdzie jest on silnie sformalizowany przybiera postać ceremonii, niekiedy bardzo rozbudowanej, wymagającej obecności wielu innych osób, poza stronami, w tym krewnych i powinowatych, a niekiedy jako warunek konieczny, również przedstawicieli instytucji państwowych bądź religijnych. Obecność innych ludzi jest wyrazem ich akceptacji dla nowo zawieranego małżeństwa. Bywa, że chęć ominięcia rozbudowanej formy zawierania małżeństwa łączy się z pragnieniem uniezależnienia związku od wpływu i zgody jednej lub obu rodzin.
Niesformalizowane zawarcie małżeństwa jest tożsame z wykonaniem prostej, słabo zrytualizowanej czynności, której znaczenie jest czytelne dla członków społeczności, w której małżeństwo jest zawierane. Na przykład jest nim pierwsze wspólne spożycie posiłku przez małżonków. U Kaweskarów z Ziemi Ognistej ma ono postać wręczenia przez kobietę głowy foki wybranemu mężczyźnie przy ognisku. W plemieniu Luo jest nim publiczne wręczenie żonie motyki. Czynność będąca symbolicznym przypieczętowaniem zawarcia małżeństwa, odsyła zwykle do jednej ze sfer, wokół której będzie się koncentrowało życie małżonków. Bywa również tak, że sam akt zawarcia małżeństwa nie występuje, a tylko przez interpretację zachowań członków grupy wnosi się, że zostało ono zawiązane. Trobriandczycy traktują się jako małżeństwo i za takich są uważani, gdy zaczynają wspólnie jadać posiłki (wspólne zamieszkiwanie i istnienie relacji seksualnej niczego podobnego nie oznacza). Im bardziej zrytualizowane zawarcie małżeństwa, tym zwykle większe trudności z jego rozwiązaniem. Niekiedy ma miejsce brak jakiejkolwiek ceremonii. Jest tak, gdy ktoś przyłącza się do małżeństwa już istniejącego, jak to ma miejsce w przypadku poliandrii braterskiej i przyłączenia się drugiej kobiety, co zmienia małżeństwo w poliandrię poligeniczną. Jest tak również, gdy mężczyzna wchodzi w rolę męża w małżeństwie lewiratowym w miejsce zmarłego brata.
Duża formalizacja zawarcia małżeństwa związana jest najczęściej z bogatą symboliką, największymi kosztami ekonomicznymi i psychicznymi zawierających małżeństwo i ich krewnych, zaś niewielka formalizacja z niewielką obrzędowością i małym obciążeniem ekonomicznym i psychicznym. Im ceremonia bardziej rozbudowana i wikłająca więcej osób (zwłaszcza z kręgu rodzinnego nowych małżonków) tym małżeństwo jest trudniej rozwiązywalne.
Istnieją też różnice pomiędzy różnymi sposobami zawarcia małżeństwa w obrębie pojedynczego społeczeństwa. Obok zwyczajów mało zrytualizowanych występować mogą ceremonialne zawarcia małżeństw co ma jednak miejsce sporadycznie i tylko w przypadku osób znaczących takich jak na przykład wódz, głowa wioski. W społeczeństwach bardziej złożonych, podzielonych na klasy, spotyka się współwystępowanie kilku sposobów zawarcia małżeństwa (na przykład w starożytnych Indiach istniało osiem takich sposobów).
Obecnie każde państwo utrzymujące rejestry ludności (wyznaniowa księga metrykalna jako księga parafialna, księga stanu cywilnego w urzędzie stanu cywilnego) odnotowuje stan cywilny swoich obywateli. Większość krajów definiuje warunki małżeństwa cywilnego niezależnie od wymogów religijnych. Zawarcie małżeństwa może mieć więc formę i skutki świeckie (państwowe, urzędowe, cywilne) oraz wyznaniowe (kościelne, sakramentalne).
Niektóre kraje, takie jak Izrael pozwalają parom na rejestrację tylko pod warunkiem, że wcześniej przeprowadzą ceremonię religijną uznawaną przez państwo (czyli faktycznie nie ma ślubów cywilnych), chyba że małżeństwo zostało zawarte w innym kraju – wówczas jest ono uznawane przez państwo i odnotowywane w rejestrach.
W krajach takich jak Francja, Niemcy, Turcja, Argentyna czy Rosja do uznania małżeństwa przez państwo wymaga się przeprowadzenia ceremonii cywilnej. Po zawarciu małżeństwa cywilnego pary mogą zawrzeć małżeństwo religijne. Takie ceremonie religijne służą uznaniu małżeństwa w świetle danej wiary, podczas gdy państwo uznaje małżeństwo zawarte w ceremonii cywilnej.
W Anglii można zawrzeć małżeństwo cywilne przed urzędnikiem bez przeprowadzania ceremonii religijnej. Do zawarcia takiego małżeństwa potrzebne jest zaświadczenie a czasami odpowiednie pozwolenie, które zaświadcza o tym, że para może być małżeństwem. Wkrótce po tym jak urząd stanu cywilnego zaaprobuje małżeństwo odbywa się krótka ceremonia, która ma miejsce w urzędzie i musi w niej oprócz pary małżonków uczestniczyć dwoje świadków. Ceremonia taka ma charakter oficjalny, ale nie przybiera formy religijnej.
W Stanach Zjednoczonych można zawrzeć małżeństwo cywilne. Ceremonie takie przeprowadzane są przed przedstawicielem lokalnych władz (zwykle w urzędzie miejskim lub sądzie). Często podczas takich ceremonii wspomina się o pewnym bóstwie, ale większość ceremonii nie odnosi się do żadnej konkretnej religii. Przedstawiciel danego wyznania (pastor, rabin lub kadi) może zostać uprawniony do przeprowadzenia małżeństwa uznawanego przez państwo dzięki czemu ceremonia religijna połączona jest w jedną całość z ceremonią cywilną.
W Polsce można zawrzeć ślub cywilny, ślub kościelny lub ślub konkordatowy. Ślub cywilny prowadzi do zawarcia związku w świetle prawa rodzinnego. Ślub kościelny wiąże młodą parę w świetle prawa danego Kościoła lub związku wyznaniowego. Małżeństwo takie musi być zawarte zgodnie z przepisami Kościoła lub związku wyznaniowego. Tak zwany ślub konkordatowy jest ślubem kościelnym, który ma równocześnie status cywilnego. Wymagania dla ważności tego ślubu to wypowiedziane w obecności duchownego oświadczenie woli jednoczesnego zawarcia małżeństwa podlegającego prawu polskiemu. Po ceremonii wyznaniowej kierownik urzędu stanu cywilnego sporządza akt małżeństwa. Małżeństwo uważa się za zawarte w chwili złożenia oświadczenia woli w obecności duchownego.
Od samej uroczystości zawarcia małżeństwa należy odróżnić to, co po niej następuje: zabawę, ekspresję ludyczną wszystkich uczestników – w zachodnim kręgu kulturowym zwykle bywa to określane mianem wesela.

#### Kontraktowość małżeństwa
Ważną cechą małżeństwa jest jego kontraktowość, umowność co powoduje też, w przeciwieństwie do relacji pokrewieństwa, że zawsze istnieje potencjalna możliwość rozwiązania takiej umowy. W przeważającej większości modeli małżeńskich występują stała relacja seksualno-intymna między małżonkami oraz współpraca o charakterze ekonomicznym. Małżeństwo często uważane jest za oczywisty i konieczny element ludzkiego życiorysu, rozpoczynający nowy etap w cyklu życiowym i wówczas jego zawarcie zasadniczo może być tylko społecznym obrzędem przejścia do innej kategorii wieku. Część spraw ekonomicznych musi zostać załatwiona, bądź przynajmniej uzgodniona, zanim dojdzie do postanowienia o zawarciu małżeństwa. Główne kategorie tychże płatności to:
- zapłata za pannę młodą – polega na przekazaniu przyszłej żonie i jej rodzinie przez pana młodego i jego rodzinę dóbr materialnych wysoko cenionych w danej społeczności i stanowiących miarę zamożności (zobacz też: wiano, w kulturze islamskiej jest to tzw. Mahr). Potoczne rozumienie terminu zapłata w tym kontekście niewiele pomaga w zrozumieniu roli, jaką pełni ona w społeczeństwach, w których występuje. W społeczeństwach wolnorynkowych zapłata za coś zwykle wiąże się z uzyskaniem prawa do dowolnego tym rozporządzania. W kontekście małżeństwa zapłata powinna być rozumiana jako: 1. Ekwiwalent straty jaką ponosi rodzina i krewni kobiety, od których zostaje ona odseparowana (przez co pozbawieni oni zostają tego, co będzie efektem jej płodności i pracy). 2. Wynagrodzenie jej rodziny za dotychczasową opiekę nad kobietą, dbanie o jej zdrowie, umiejętności itd., innymi słowy za wszystko co kobieta daję kręgowi męża, a co powiązane jest przyczynowo z jej okresem życia w domostwie natywnym i własnym kręgu rodzinnym. Natomiast w starej tradycji żydowskiej przekazanie sumy dla rodziców panny młodej miało nazwę mohar. Było ono czasem zastępowane pracą dla przyszłego teścia[118]. Według R. de Vaux, nie można moharu rozumieć jako zapłaty, w sensie transakcji finansowej, lecz jako zabezpieczenie panny młodej w razie rozpadu związku[119].
- służba pana młodego – w postaci pracy, jaką musi on wykonać na rzecz rodziny swej żony. Jest to substytut ceny za pannę młodą i ma miejsce w sytuacji, gdy z jakichś powodów pan młody nie może uiścić zwykłej opłaty.
- posag – wypłacany przez pannę młodą i jej rodzinę panu młodemu i jego rodzinie (w prawie Starożytnego Rzymu był to tzw. dos). Obyczaj dawania posagu spotyka się w kulturach, gdzie monogamia jest narzucona społecznie – występuje w 37% rozwarstwionych społeczeństw monogamicznych, a tylko w 2% nierozwarstwionych. W społeczeństwach poliginicznych jest to mniej więcej 1%. Formułując to inaczej: choć tylko w 7% zbadanych społeczeństw występuje społecznie narzucona monogamia, to właśnie one stanowią 77% kultur z tradycją posagu. Wynikałoby z tego, że posag jest efektem braku równowagi rynkowej (na rynku małżeńskim). Monogamia, przypisując każdego mężczyznę tylko do jednej kobiety, powoduje, że bogaci mężczyźni stają się cennym towarem, posag zaś to cena, jaką się za nich płaci. Gdyby dopuszczono wielożeństwo, rynek łatwiej by się uregulował: mężczyźni z pożądanymi przymiotami żeniliby się z kilkoma kobietami, zamiast wymagać wielkich posagów[120]. W Indiach do dziś panuje zwyczaj przekazywania posagu, który choć został tam zdelegalizowany w 1947 r. staje się jednak podstawą żądań i w konsekwencji przyczyną przeszło 8 tysięcy zabójstw kobiet rocznie w tym kraju[121].
- wymiana podarunków polegająca na tym, że zarówno krewni kobiety jaki mężczyzny wzajemnie uiszczają płatności, bądź przekazują sobie podarunki. Krewni mężczyzny uiszczają cenę za pannę młodą, a krewni panny młodej wypłacają posag.

#### Znaki stanu małżeńskiego
Znaki stanu małżeńskiego to widoczne w wizerunkach małżonków symbole zaangażowania małżeńskiego. Można wyróżnić następujące rodzaje znaków stanu małżeńskiego:
- noszenie określonych ozdób, np. biżuterii
- zmiana fragmentu ubrania, np. czepiec
- modyfikacja uczesania
- malowanie ciała
- tatuaże

Przyczyn pojawiania się i trwania znaków stanu małżeńskiego jest wiele – począwszy od prezentacji statusu społecznego po zaspokojenie zmysłu estetycznego.
Powszechnie przyjętym znakiem małżeńskim w kulturze europejskiej jest obrączka ślubna noszona na palcu dłoni. Tradycja ta ma swoje korzenie w zwyczaju przekazywania pierścienia w prezencie, np. w Starożytnym Rzymie. Zwyczaj wręczania obrączek przy zaręczynach lub podczas ślubu i noszenie ich przez małżonków po ślubie, rozpowszechnił się w Europie, a następnie w innych krajach stosunkowo niedawno. Do upowszechnienia się tego zwyczaju w Stanach Zjednoczonych w XIX wieku przyczyniły się w znacznej mierze firmy jubilerskie.
Poza wpływami kultury zachodniej znaki małżeńskie miewają inną formę. W Chinach pannie młodej wpina się złotą szpilkę między kosmyki włosów. W dawniejszej Europie czepiec noszony przez mężatki odróżniał je od panien. Podobną rolę, na terenach będących pod wpływem hinduizmu, spełnia bindi.
Niekiedy, np. w przypadku wdowieństwa, dochodzi do korekty sposobu noszenia znaku małżeństwa, jak zmiana palca, na którym noszona jest obrączka (spotykane np. we Włoszech).

## Aspekty religijne
W zależności od religii i kręgów kulturowych małżeństwo jest postrzegane jako sakrament zobowiązujący do realizacji planu bożego oraz wypełniania codziennych obowiązków rodzinno-małżeńskich (np. chrześcijaństwo, hinduizm) albo kontrakt cywilny ustalający obowiązki i przywileje małżeńskie (np. islam).

### Chrześcijaństwo

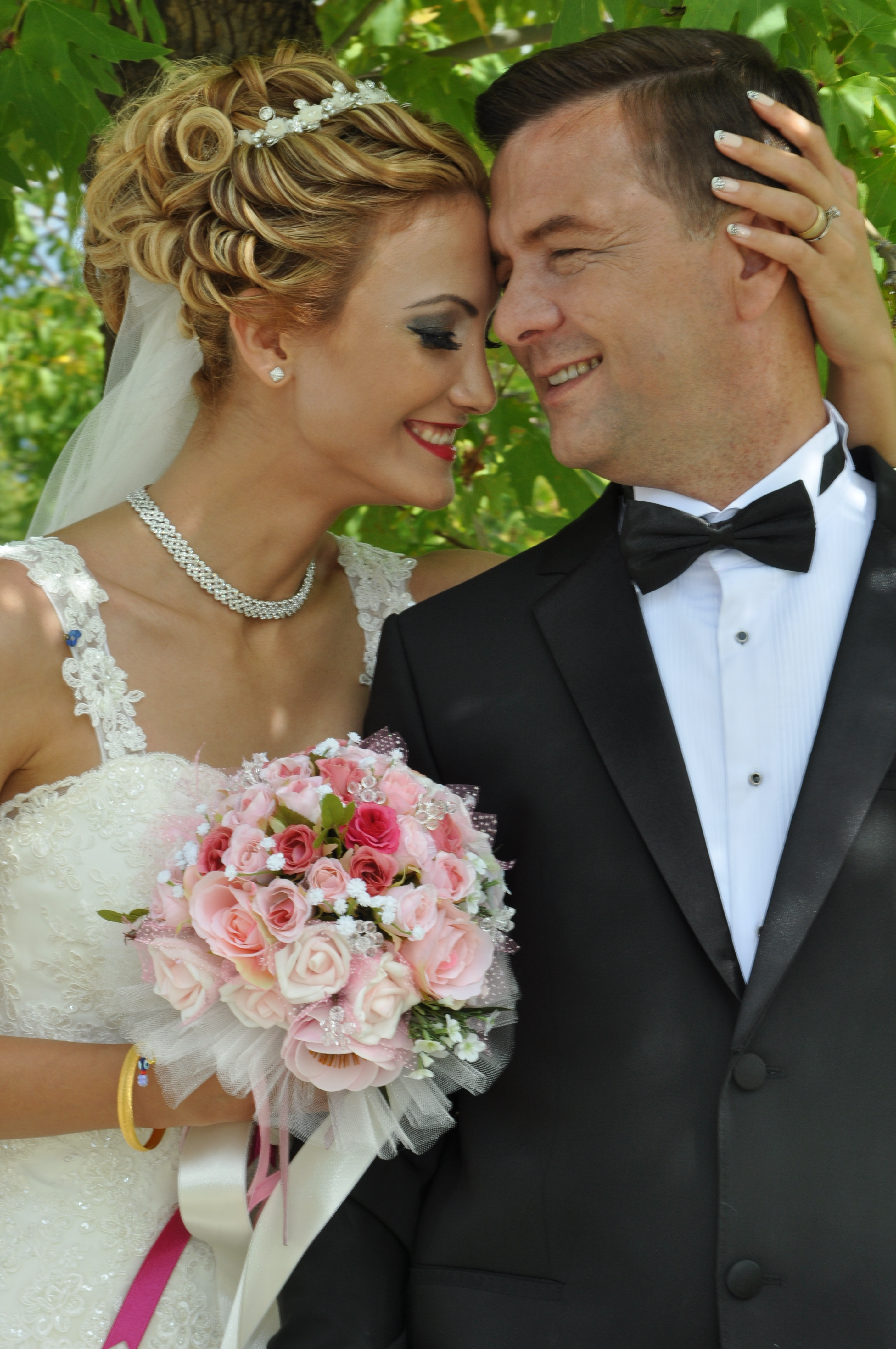
Para nowożeńców

Zgodnie z wierzeniami chrześcijańskimi instytucja małżeństwa została ustanowiona przez Boga jako nierozerwalna wspólnota życiowa jednego mężczyzny z jedną kobietą. Podstawą chrześcijańskiego rozumienia małżeństwa jest sam fakt stworzenia człowieka przez Boga oraz powołanie go do miłości. Człowiek został stworzony na obraz i podobieństwo Boga, który jest miłością, dlatego też istota ludzka nie może żyć bez miłości. Małżonkowie uczestniczą w przymierzu Chrystusa z Kościołem. Jednym z celów małżeństwa – obok wspólnoty życia seksualnego, mającego na celu spłodzenie potomstwa oraz zacieśnianie i pogłębianie więzi między małżonkami – jest wspólnota życia duchowego, oparta na wzajemnej miłości, zespalająca elementy boskie i ludzkie. Według Nowego Testamentu małżeństwo w równym stopniu jest sprawą mężczyzny i kobiety, prawa i obowiązki małżonków są takie same. W zależności od wyznania i denominacji różnie definiuje się pojęcie małżeństwa. Na ogół przyjmuje się, że to jest związek osób różnej płci, jednak na przykład Kościół Norwegii udziela ceremonii religijnej małżeństwom osób tej samej płci. W niektórych wyznaniach chrześcijańskich (jak np. katolicyzm, prawosławie) małżeństwo jest jednym z sakramentów.

#### Katolicyzm
Małżeństwo w Kościele katolickim rozumiane jako wzajemna i publiczna zgoda mężczyzny i kobiety ukierunkowane jest na wzajemne dobro małżonków oraz na prokreację i wychowanie dzieci. Zasadniczymi elementami katolickiego małżeństwa są również jedność i nierozerwalność. Małżeństwo ludzi ochrzczonych podniesione jest do rangi sakramentu.
Katolicki związek małżeński, to zawarte w wolności i świadomie oblubieńcze nierozerwalne przymierze miłości między mężczyzną i kobietą, na wzór związku Chrystusa-Oblubieńca z Kościołem-Oblubienicą. Małżonkowie, przyjmując się wzajemnie jako dar, tworzą wewnętrzną wspólnotę życia i miłości, ukierunkowaną ku zrodzeniu i wychowaniu potomstwa. Małżeństwo zostało zamierzone przez samego Boga, to znaczy wpisane jest w naturę ludzką – u ochrzczonych podniesione jest do rangi sakramentu (Familiaris consortio,11-13).

#### Prawosławie
Istotą małżeństwa prawosławnego jest dążenie do rzeczy ostatecznych poprzez dobrowolne wejście mężczyzny i kobiety w nierozerwalną wspólnotę całego życia, nakierowaną na przebóstwienie naturalnego związku do miłości chrześcijańskiej na wzór Chrystusa do Kościoła. Z tego też względu prawosławie wierzy, iż małżeństwo nie kończy się nawet w przypadku śmierci jednego ze współmałżonków. Zrodzenie i wychowanie potomstwa oraz zjednoczenie cielesne są w tym przypadku celami drugorzędnymi, doczesnymi – w przeciwieństwie do celu pierwszorzędnego, jakim jest stworzenie wiecznej komunii duchowej. Sakrament ten jest więc organicznie związany z Eucharystią.

#### Protestantyzm
Zdecydowana większość kościołów protestanckich rozpoznaje w małżeństwie święte przymierze zawierane na mocy ustanowienia Bożego pomiędzy jedną kobietą i jednym mężczyzną. Ostatecznym celem ustanowienia przymierza ma być objawienie chwały Bożej poprzez ukazanie Jego miłości wobec Kościoła na przykładzie związku małżeńskiego. Celami wtórnymi są: wzajemna pomoc męża i żony, rozradzanie się ludzkości oraz powstrzymanie przed niemoralnością.
Protestantyzm traktuje małżeństwo jako stan wyrażający porządek stworzenia, a nie odkupienia. Oznacza to, że nie jest traktowane jako sakrament, ale instytucja utworzona dla całej wspólnoty ludzkiej, mająca na celu trwałe zespolenie małżonków. Jako takie, w przeciwieństwie do sakramentów, ma charakter uniwersalny i występuje nie tylko wśród chrześcijan, ale i wyznawców innych religii i niewierzących. Protestantyzm uznaje jednak religijny rys małżeństwa jako związku uświęconego przez Boga.

#### Świadkowie Jehowy
Świadkowie Jehowy uważają, że małżeństwo ma stanowić trwały związek pozwalający kobiecie i mężczyźnie wzajemnie się wspierać. Uważają go za święty związek, dar od Jehowy. Zalecane jest, by współmałżonkiem została osoba z grona współwyznawców. Możliwość zawarcia ponownego małżeństwa jest uzależniona od śmierci współmałżonka; dopuszczalna jest także w przypadku rozwodu, ale tylko wtedy, gdy dojdzie do niego na podstawie cudzołóstwa jednej ze stron. Mąż jest odpowiedzialny za duchową, emocjonalną i materialną (jednakże nie kosztem czasu przeznaczonego dla rodziny) pomyślność małżeństwa i rodziny. Wystrzegają się słów i czynów rujnujących małżeństwo oraz zdecydowanie potępiają wszystko co mogłoby przyczynić się do zdrady (m.in. prostytucję, pornografię i nieczystość seksualną). Kategorycznie wystrzegają się mieszkania pod jednym dachem z osobą niebędącą jeszcze partnerem małżeńskim, przedmałżeńskie kontakty seksualne uznając za grzech rozpusty.

### Islam
W islamie nie istnieje wyraźny podział na państwo i kościół, a kwestie dotyczące małżeństwa są wyznaczane przez prawa szariatu. Tu małżeństwo nie jest sakramentem, a kontraktem cywilnym. Małżeństwo jest postrzegane jako związek mężczyzny i kobiety będący fundamentem całego społeczeństwa i wiary, a także religijno-prawny nakaz. Muzułmanie wierzą, że Mahomet stwierdził jednoznacznie: wierny, który zawiera małżeństwo wypełnia połowę swojego religijnego obowiązku. W islamie małżeństwo jest kontraktem, który łączy dwie osoby celem założenia rodziny, ale jednocześnie jest uważane za obowiązek religijny. Związek małżeński traktowany jest w kulturze islamskiej, jako cel każdego mężczyzny, pragnącego zyskać dobrą, niezależną pozycję społeczną, a po śmierci trafić do raju. Rozwody nie są częstym zjawiskiem, ale są dozwolone. Tylko muzułmanin (mężczyzna) może poślubić niemuzułmankę i tylko mężczyzna może mieć więcej niż jedną żonę. Niegdyś w krajach arabskich mężczyźni mogli mieć praktycznie nieograniczoną liczbę żon, ale Mahomet uznał to za szkodliwe, dlatego wzywał, by ograniczać się do maksymalnie czterech żon i tylko w sytuacjach, gdy żony są szczególnie umiłowane i będą traktowane sprawiedliwie. Choć obecnie poligamia jest dozwolona, współcześnie, głównie ze względów ekonomicznych, coraz rzadziej praktykowana – mężowi coraz trudniej utrzymać żony i potomstwo. W Turcji i Tunezji poligamia została zakazana, a w innych krajach islamskich wymaga się, by sąd zbadał, czy mężczyzna będzie w stanie utrzymać i sprawiedliwie traktować swoje żony i potomstwo. Niemuzułmanin nie może dziedziczyć po muzułmaninie. Dla muzułmanów małżeństwo jest jedynym uprawnionym (inaczej halal – dozwolonym), legalnym sposobem zaspokajania popędu seksualnego pomiędzy mężczyzną i kobietą.

### Judaizm

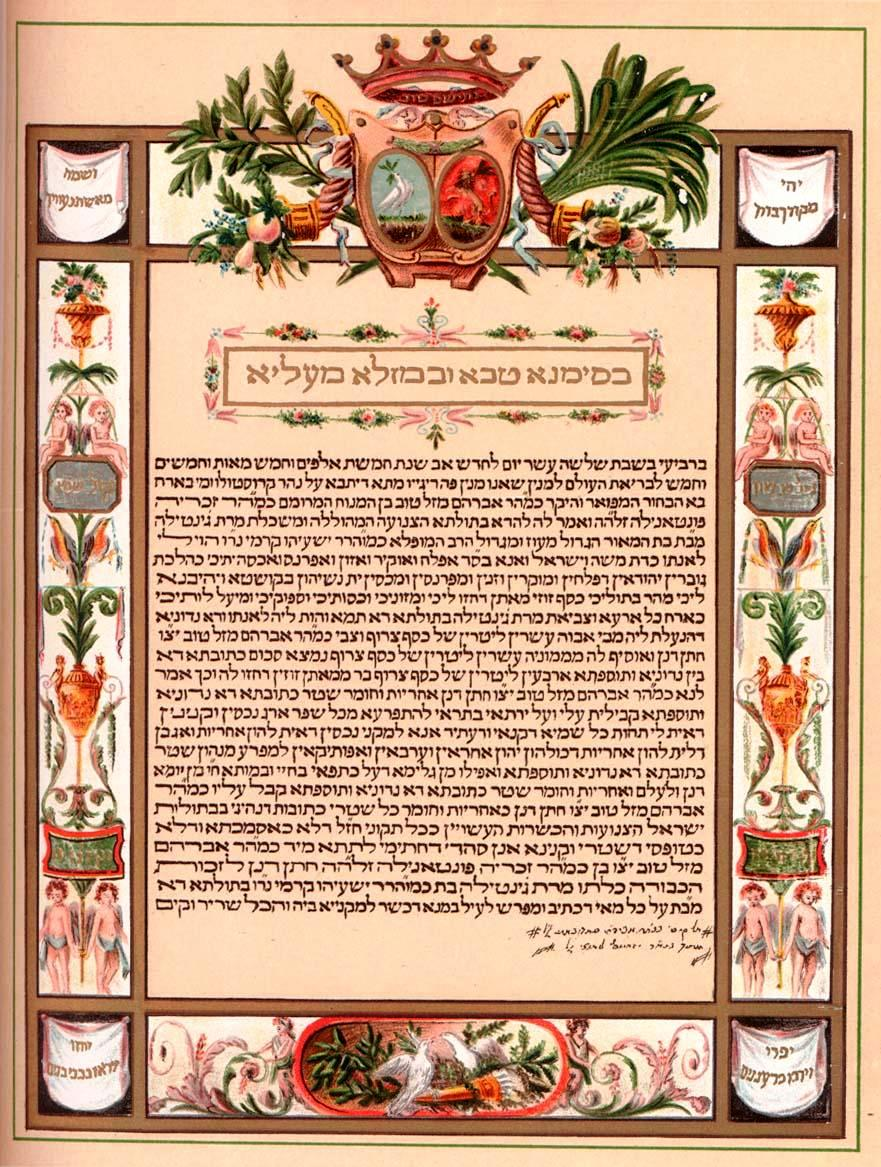
Ketuba w języku hebrajskim, żydowska umowa małżeńska określająca obowiązki każdego z partnerów

W tradycji żydowskiej ważne są wyłącznie zaślubiny religijne, małżeństwo może być zawarte w każdym miejscu, ważne, by miało to miejsce w obecności rabina. W judaizmie zawarcie małżeństwa jest obowiązkiem każdego mężczyzny, ale oczekuje się tego również od kobiety. Jedynie Żyd, który zamierza poświęcić się studiowaniu Tory może powstrzymać się od zawarcia małżeństwa. Żydzi wierzą, że partnerów małżeństwa wyznacza sam Bóg. Ideałem żydowskim jest małżeństwo monogamiczne, chociaż Biblia i Talmud nie zabraniają poligamii. Rozwód – według nauczania Biblii i Talmudu – jest przywilejem męża i następuje po orzeczeniu sądu rabinackiego bejt din.

### Hinduizm
Podobnie jak w islamie, wymogi religijne w dużej mierze wpływają na treści ustaw dotyczących instytucji małżeństwa. Nawet zgodnie z prawem indyjskim uregulowania dotyczące małżeństwa mają bardziej charakter religijny, a nie cywilny. W hinduizmie dopuszczalnych jest kilka form zawarcia małżeństwa, a z legalnego punktu widzenia każde małżeństwo zawarte zgodnie z wymogami religijnymi wywołuje skutki na gruncie prawa cywilnego. Hinduizm uznaje małżeństwo za istotny element wiary i wiąże z nim szereg obrzędów, rytuałów, a także reguluje wiele aspektów życia rodzinnego, w tym roli oraz praw i obowiązków małżonków względem siebie. Od strony formalnej zawarcie małżeństwa następuje podczas ceremonii prowadzonej przez kapłana zgodnie z wymogami obrzędu religijnego oraz w obecności dwóch świadków, którzy też są wyznawcami hinduizmu. Po zawarciu małżeństwa kapłan dokonuje wpisu do rejestru oraz wydaje akt małżeństwa. Zawarcie małżeństwa oraz wydanie na świat potomstwa uważane są za obowiązki kobiety i mężczyzny. Trzy najważniejsze cele małżeństwa to: wzmacnianie religii poprzez składanie ofiar domowych, prokreacja i przyjemność seksualna.

### Buddyzm
Zgodnie z buddyzmem małżeństwo uważa się za sprawę świecką, a nie za sakrament. Od buddystów oczekuje się przestrzegania prawa cywilnego dotyczącego małżeństwa, ustanowionego przez ich rządy. Budda Gautama, będąc kszatrija, musiał zgodnie z tradycją Shakyan przejść serię testów, aby udowodnić, że jest wojownikiem, zanim pozwolono mu się ożenić.

## Małżeństwo w teorii naukowej

### Etologia i psychologia ewolucyjna
Etolodzy uważają, że badania międzykulturowe nie wystarczają do tego by odpowiedzieć na pytanie dlaczego małżeństwo jest instytucją znaną we wszystkich kulturach. Odpowiedź taka pojawia się dopiero po szeroko zakrojonych badaniach różnych gatunków (na przykład ptaków i ssaków). W świetle tych badań międzypłciowe związki partnerskie powstają zawsze tam gdzie osobnik żeński potrzebuje pożywienia, a jednocześnie przy tym zajmuje się opieką nad potomstwem (co zwykle jest trudne lub niemożliwe do pogodzenia bez pomocy z zewnątrz). Czas trwania takich związków zależy od tego jak długo trwa opieka nad potomstwem.
Etolodzy uważają, że szczególny mechanizm powstawania związków pomiędzy dorosłymi osobnikami pojawia się tam gdzie występuje (szczególnie wydłużona) potrzeba opieki nad potomstwem. Skłonność ta wykracza zresztą poza same związki małżeńskie. Do czynników inicjujących więzi należy więc zaliczyć szczególnie zachowania związane z karmieniem i opieką na potomstwem. Najbardziej zrytualizowane formy karmienia to pocałunek i podarek.
W myśl tych ustaleń małżeństwo jest rodzajem wspólnoty, która ma służyć obronie potomstwa przed zagrożeniami. Jest to zarazem swoista „wspólnota bojowa”, a seksualność spełnia tu istotną funkcję więziotwórczą.
Ustalenia te stały się też podstawą krytyki między innymi społecznej nauki Kościoła (szczególnie katolickiego), w myśl której małżeństwo ma być przede wszystkim związkiem duchowym małżonków a seks w takim związku służy zasadniczo do prokreacji (przykładowo seks dla przyjemności z wykorzystaniem prezerwatywy jest więc w takim nauczaniu sprzeczny z naturą). Etolodzy zwracają uwagę, że jest to fałszywa interpretacja płciowości. Człowiek w porównaniu z innymi istotami jest wręcz hiperseksualny, ale seks odgrywa u ludzi nieco inną rolę niż u innych zwierząt. Oprócz funkcji rozrodczych pełni równie istotną funkcję więziotwórczą tak więc związek kobiety z mężczyzną w znacznej mierze opiera się na seksualności człowieka (nie jest zasadniczo związkiem duchowym), seksualność natomiast nie służy tylko rozrodowi (przykładowo ludzie współżyją seksualnie także w okresach niepłodnych co u wielu zwierząt nie ma w ogóle miejsca). Akt małżeński ma głębokie znaczenie dla więzi między partnerami i bywa dokonywany bez związku z zamiarem płodzenia potomstwa, a zorientowany jest na wzajemne obdarowanie się partnerów.
Psycholog ewolucyjny David Buss uważa, że w sumie istnieje pięć potencjalnych korzyści adaptacyjnych, które mogłyby skłaniać mężczyzn do zawierania małżeństwa: (1) większa szansa zdobycia partnerki (2) większa szansa zdobycia bardziej atrakcyjnej partnerki (3) większa pewność własnego ojcostwa (4) większe szanse przeżycia potomstwa oraz (5) większy sukces reprodukcyjny potomstwa, zapewniony dzięki inwestycji rodzicielskiej.
Według niego i części badaczy wiele pradawnych kobiet wymagało wiarygodnych oznak zaangażowania ze strony mężczyzn. Mężczyzna niezainteresowany trwałym związkiem z jakąkolwiek kobietą mógł być odrzucany przez nie wszystkie. Mężczyźni wytrwale zaopatrujący i chroniący rodzinę oraz inwestujący w dzieci mogli cieszyć się u kobiet wzięciem, więc mogli wybierać spośród większej liczby potencjalnych partnerek. Trzecią korzyścią odnoszoną z małżeństwa miało być zwiększenie prawdopodobieństwa, że jest się ojcem dziecka, które kobieta nosi w łonie. Dzięki ślubowi, mężczyzna uzyskiwał regularny dostęp seksualny do kobiety – w większości wypadków wyłączny dostęp. Jest to jednak hipoteza wyprowadzona w wyniku myśli zakorzenionej w kulturze patriarchalnej.
W środowisku naszych przodków dzieci pozbawione trwałej ochrony ze strony rodziców lub krewnych, miały mniejsze szanse na przeżycie. Przykładowo do dziś w plemieniu Indian Aché z Paragwaju, kiedy umiera mężczyzna, to jego współplemieńcy decydują się niekiedy zabić kilkoro z jego dzieci, nawet jeśli matka żyje. Indianie Aché usprawiedliwiają te praktyki mówiąc, że pogrzebane dziecko ułagodzi gniewnego ducha, który dzięki temu nie będzie próbował zabrać jakiegoś innego dorosłego do krainy śmierci. Ludzie z tego plemienia twierdzą, że wiele ofiarnych dzieci nie mogłoby liczyć na skuteczną opiekę. Dziecko pozbawione ojca nieustannie – mówią – „żebrałoby o jedzenie”, zubożając zasoby pozostałych członków grupy. W plemieniu tym śmiertelność wśród dzieci pozbawionych ojca jest o 10% wyższa niż wśród dzieci, których ojcowie pozostali przy życiu.
Innymi słowy etolodzy (socjobiolodzy i psycholodzy ewolucyjni) sens małżeństwa odnajdują w szerszym kontekście biologicznym – ich zdaniem taka forma zachowania jest ludziom wrodzona, to rodzaj przystosowania, które wyewoluowało u ludzi tak by gatunek ludzki mógł przetrwać i trwać.
Z drugiej strony ustalenia etologów stały się przedmiotem krytyki antropologów kulturowych (którzy kulturę badają zasadniczo jako byt samoistny) jako redukcjonizm biologiczny. Krytycy wskazują też, że dokonując interpretacji ludzkich zachowań w szerszym kontekście biologicznym etolodzy nie uniknęli błędu perspektywy związanego z ich osadzeniem we własnej kulturze. Ten błąd perspektywy (interpretacja zachowań z perspektywy jedynie własnej kultury), zdaniem krytyków, powielany jest we współczesnych teoriach psychologów ewolucyjnych.

### Antropologia

#### Teoria hordy pierwotnej i jej krytyka
Na gruncie ewolucjonizmu dominującego w XIX-wiecznej antropologii wyrosła teoria hordy pierwotnej. Jan Jakub Bachofen uważał, że pierwotni ludzie żyli w hordach, w których nie znano małżeństw; każdy dorosły mężczyzna mógł obcować seksualnie z dowolną dorosłą kobietą z własnej hordy. W tych warunkach ojciec był zawsze niepewny, niewątpliwa była tylko matka. Zdaniem Jana Jakuba Bachofena przyczyniło się to do wyłonienia matrylineatu, a po przejściu od koczowniczego stylu życia do osiadłego, do powstania matriarchatu (który jak wynikało z badań Bachofena poprzedził patriarchat).
Podobne wnioski wysnuł Lewis Henry Morgan. Badając hawajski system pokrewieństwa wyprowadził wniosek, że u jego podstaw kryło się wielomałżeństwo (poligynandria), a idąc jeszcze dalej wstecz, bezład płciowy. Także według teorii Morgana pierwszą formą życia rodzinnego była horda, a panujący w niej bezład płciowy polegał na wielożeństwie (poligynia) i wielomęstwie. Z bezładnie współżyjącej hordy wyłoniła się pierwsza forma rodziny, którą Morgan nazwał rodziną kazirodczą, a z rodziny kazirodczej wielomałżeństwo (poligynandria). Z takiego modelu małżeństwa wyłoniła się rodzina parzysta, polegająca na małżeństwie jednej pary niemieszkającej wspólnie. Z niej powstała rodzina patriarchalna, która zasadzała się na małżeństwie jednego mężczyzny z wieloma kobietami. Ostatnim etapem, według tej teorii, jest rodzina monogamiczna.
Gdy Lewis Henry Morgan opublikował swoje dzieło, Friedrich Engels pisał pracę Pochodzenie rodziny, własności prywatnej i państwa (1884). Teoria Morgana w pełni potwierdzała tok jego rozumowania w sprawach dotyczących rozpadu wspólnoty pierwotnej i wyłaniania się własności prywatnej, czemu towarzyszyć musiało – zdaniem Engelsa – powstanie rodziny monogamicznej i patriarchalnej.
Według teorii Engelsa monogamia wytworzyła się z przyczyn ekonomicznych, związanych z powstaniem własności prywatnej. W tej sytuacji małżeństwo zostało uzależnione od klasowego położenia małżonków i stało się efektem kalkulacji. Jak pisał Engels: To małżeństwo z wyrachowania dość często staje się najordynarniejszą prostytucją – uprawianą czasem przez obie strony, o wiele częściej przez kobietę. Ta ostatnia różni się od zwykłej kurtyzany tylko tym, że swe ciało wynajmuje nie jako robotnica najemna – na akord, lecz sprzedaje je raz na zawsze w niewolę... Jak w gramatyce dwa przeczenia dają potwierdzenie, tak samo w moralności małżeńskiej dwie prostytucje uchodzą za jedną cnotę.
Teorie ewolucjonistyczne, choć bardzo kontrowersyjne jak na swoje czasy, uzyskały szeroki rozgłos. Jednak w końcu XIX wieku rozpoczęła się krytyka nurtu ewolucjonistycznego, a wraz z nią rewizja antropologicznych teorii dotyczących małżeństwa, zwłaszcza dyskredytacja teorii pierwotnego bezładu płciowego. Na gruncie krytyki ewolucjonizmu wyrastał nowy kierunek zwany funkcjonalizmem, którego jednym z głównych przedstawicieli był Bronisław Malinowski. Funkcjonaliści wysunęli szereg argumentów przeciwko tezie o bezładzie płciowym. Zakwestionowali przesłanki empiryczne, zarzucając im nieścisłość metodologiczną. Uznali między innymi, że oparto je na niedokładnych opisach podróżników i na powierzchownej obserwacji.
Przedstawiciele funkcjonalizmu wskazywali m.in. że małżeństwo u wszystkich ludów, bez względu na stopień kultury czy rozwoju nigdy nie ma charakteru prywatnego, za to zawsze ma charakter instytucji społecznej. Podlega ono regulacji i sankcjom otoczenia społecznego. Przyczyny wielu reguł społecznych mogą być nieuświadomione, a reguły te wyrażają się w powszechnie praktykowanych obyczajach, od których odstępstwo wywołuje społeczną dezaprobatę lub sankcje.

#### Teoria wymiany małżeńskiej
Szczególnie ważną rolę w antropologicznych rozważaniach nad małżeństwem odgrywa koncepcja tak zwanej wymiany małżeńskiej zaproponowana przez Claude’a Lévi-Straussa. Koncepcja ta, choć trudna do weryfikacji, pozostaje bardzo żywa na gruncie socjologii i antropologii.
Claude Lévi-Strauss, nawiązując do prac Émile’a Durkheima i Marcela Maussa założył, że małżeństwo nie zasadza się wyłącznie na dążnościach biologicznych człowieka ani na jego potrzebach psychicznych, ale jest wytworem organizacji życia społecznego. To nie uczucia wewnętrzne ludzi, ale organizacja społeczna stosunków pokrewieństwa określa wzajemne relacje między małżonkami. Charakter tych relacji wyznaczany jest w poszczególnych typach społeczeństwa przez typy struktury społecznej. Czynnik biologiczny odgrywa w tym względzie rolę drugorzędną.
Zasadniczym czynnikiem określającym formy życia małżeńsko-rodzinnego jest zakaz kazirodztwa.
Tabu (zakaz) kazirodztwa występuje w zasadzie we wszystkich kulturach. Przedstawiciele wczesnej antropologii (na przykład Lewis Henry Morgan) żywili przekonanie, że związki między krewnymi prowadzą do biologicznego pogarszania się gatunku ludzkiego. W świetle dzisiejszej wiedzy z zakresu genetyki ten pogląd jest niezasadny. Jeśli para blisko spokrewniona wyda potomstwo może nastąpić wzmocnienie recesywnych i dominujących cech zarówno negatywnych, jak i pozytywnych. Wynik takiego związku może być zarówno albo bardzo niekorzystny albo bardzo korzystny zależnie od danego układu genetycznego w zbiorowości, w obrębie której zachodzi mieszanie genów.
W świetle antropologii kulturowej zakaz kazirodztwa leży w czynnikach kulturowych. Zakaz ten jest podstawowym elementem organizacji społecznej, on właśnie leży u podstaw rozwoju społeczeństw pierwotnych. Jego funkcją jest „uruchamianie” wymiany matrymonialnej, dzięki której ludzie nawiązują stosunek powinowactwa. Istotna więc treść przekazu kazirodztwa nie wyczerpuje się w samym fakcie zakazu czegoś; ona z natury swej ma rodzić wymianę – wymianę mężczyzn i kobiet między poszczególnymi grupami; ona też stanowi regułę, normę wyrażającą pragnienie grupy nawiązania przyjaznych stosunków z inną grupą i wyjścia z izolacji. Egzogamia afirmuje drugiego człowieka (po to zabrania małżeństw w ramach grupy, aby je zawierano między członkami różnych grup) i wskazuje na korzyści społeczne, które wynikają z faktu wymiany. Z tego względu egzogamia jest archetypem wszelkich przejawów wzajemności w stosunkach między ludźmi. Można zatem stwierdzić, że zasady pokrewieństwa i zawierania małżeństw zostały wypracowane przez człowieka pierwotnego nieświadomie, dla zapewnienia integracji rodzin biologicznych z grupą społeczną.
Gdyby społeczeństwo mogło istnieć bez wymiany, to zasady pokrewieństwa i doboru małżeńskiego nie stanowiłyby konieczności społecznej. Małżeństwo jest w swej istocie niczym innym, jak wieloaspektową wymianą między grupami ludzkimi, które dzięki temu mogą ze sobą wchodzić w stosunki zażyłości i przełamywać barierę izolacji społecznej. Ta wymiana matrymonialna, rządzona zasadą egzogamii, jest w wielu społecznościach podobna do wymiany handlowej, gospodarczej. Wartość „towaru” będącego przedmiotem wymiany rośnie w miarę zmniejszania się jego obfitości. Podobnie i kobiety uzyskują wysoką wartość jako „przedmiot” wymiany ze względu na poligeniczne skłonności męskiej części społeczeństwa.
Wymiana kobiet, najcenniejszego dobra, jest postawą istnienia więzi społecznej w zbiorowości. Całościowy stosunek wymiany, który ustanawia małżeństwo, nie zachodzi między mężczyzną a kobietą, lecz między dwoma grupami mężczyzn. Kobieta występuje jako jeden z przedmiotów wymiany, a nie jako jeden z partnerów, między którymi dokonuje się wymiana usług czy dóbr. Rozpoczęty przez małżeństwo cykl wzajemności między mężczyzną i kobietą stanowi jedynie wtórny przejaw szerszego cyklu wzajemności, który jest gwarancją związku mężczyzny z kobietą. Kobieta jest bowiem czyjąś córką bądź siostrą i wejście w związek małżeński z nią jest zarazem wejściem w związek z jej ojcem lub bratem.
Zgodnie z powyższą teorią to właśnie proces wymiany małżeńskiej ukształtował następnie wzory życia gospodarczego.
Tym niemniej w grupach uprzywilejowanych ekonomicznie lub stojących wysoko w hierarchii społecznej często występuje endogamia, która sprzyja wówczas integralności społecznej i zabezpiecza interesy ekonomiczne tych grup. Pojęcie mezaliansu związane jest właśnie z sytuacją, w której dochodzi do wyłamania się z endogamii określonej klasy społecznej.

#### Małżeństwo jako obrzęd przejścia
Większość społeczeństw rzeczywiście uznaje małżeństwo za warunek powstania rodziny nuklearnej. Może ono jednak, nie inicjując rodziny, wyłącznie sankcjonować prokreację niezamężnych kobiet pozostających w swojej rodzinie pochodzenia (np. zbiorowe akty małżeństwa i natychmiastowy rozwód u Najarów Indii, a także zwyczaj fikcyjnego małżeństwa z przedmiotami lub przypadkowym gościem, organizowanego dla kobiet niewydanych w odpowiednim czasie za mąż).
Małżeństwo może stanowić tylko obrzęd przejścia do innej kategorii wieku, której status odpowiada statusowi samodzielnej pozycji rodzinnej (np. fikcyjne małżeństwo organizowane dla starych panien lub dla młodzieży zmarłej w stanie bezżennym). Małżeństwo jest często uważane za konieczny element ludzkiego życiorysu rozpoczynający ten etap w cyklu życiowym, który jest najbardziej obciążony obowiązkami wobec społeczeństwa, ogólnie najaktywniejszy i nadający człowiekowi pełną wartość społeczną. Świadczy o tym spotykane w różnych kulturach przekonanie, że śmierć przed zawarciem małżeństwa jest niegodna lub utrudnia dalsze bytowanie duszy, stąd właśnie fingowane małżeństwa zmarłych czy zastępcza wiara w małżeństwo w Chrystusie u chrześcijan. Świadczy też o tym negatywny stosunek do osób bezżennych, zwłaszcza starych panien. W pewnych kulturach wymóg przejścia do etapu małżeńskiego odnosi się tylko do kobiet, na co wskazuje koncentrujący się wyłącznie na nich obrzęd weselny.
Małżeństwo monogamiczne w kulturze euro-amerykańskiej pod wpływem chrześcijaństwa jest często przeżywane w perspektywie eschatologicznej. Wiara w małżeństwo po śmierci przeżywa obecnie swój renesans również w religii chińskiej. Podstawowa zasada obowiązująca chińskich małżonków głosi, że powinni oni być pochowani obok siebie. Problem powstaje jednak wówczas gdy jakiś mężczyzna umiera nieżonaty. Jego rodzice często pragną, aby nie pozostał sam pod warstwą ziemi, dlatego „załatwiają” kobiece zwłoki, wyprawiają wesele obu trupom, po czym chowają je razem. Jako że nie zawsze jest łatwo znaleźć jakieś „wolne” zwłoki, akurat wtedy, gdy są potrzebne powstał dość specyficzny rynek. Hieny cmentarne zarabiają pokaźne sumy na kradzieży zwłok a im świeższy trup, tym wyższa cena. Odnotowano także przypadki, że handlarze zwłokami porzucali męczące zajęcie rozkopywania grobów doszedłszy do wniosku, że znacznie łatwiej pozyskać je z żywego towaru mordując żyjącą kobietę (by następnie sprzedać całkiem świeżego trupa tym, którzy szukają panny młodej dla swego zmarłego syna). Inna odmiana takiego eschatologicznego podejścia to zawieranie małżeństw przez osoby nadal żyjące z osobami już zmarłymi.
Tradycyjnie osoby pozostające w stanie wolnym dłużej niż było to w zwyczaju zawsze były poddawane presji otoczenia (zob. np. ciągnięcie kloca), bywały też opodatkowywane (zob. np. bykowe) lub karane (np. w Starożytnym Rzymie Według prawa Augusta niezamężna 20-latka była karana z powodu braku małżeństwa i dzieci; w nowożytnym Gdańsku prawo zawarte w wilkierzach wymuszało na swoich obywatelach obowiązek zawarcia związku małżeńskiego w przeciągu roku i jednego dnia od daty przyjęcia do prawa miejskiego, w latach 1681–1707 na wokandę wniesiono tam przynajmniej 289 oskarżeń przeciwko „niedozwolonym” kawalerom, znaczną część tych mężczyzn sądy skazały na dotkliwe grzywny).

### Konstruktywizm społeczny
W świetle konstruktywizmu społecznego małżeństwo jawi się bardziej jako akt społeczny niż osobisty. Ze względu na rangę społeczną małżeństwo podporządkowane jest szerszej grupie społecznej zarówno w fazie powstawania, jak i w fazie trwania, nie jest to bowiem związek dotyczący tylko partnerów małżeńskich.
Do teorii konstruktywistycznych często nawiązują badacze związani ze studiami nad płcią kulturową. Luce Irigaray, zwracając się ku teoriom antropologii kulturowej, sugeruje, że społeczeństwo i kultura oparte są na wymianie kobiet, a odzwierciedleniem tego procesu w praktyce jest zakaz kazirodztwa. Zakaz ten, jako sposób na dysponowanie i zagospodarowywanie ciałami kobiet miałby być warunkiem możliwości istnienia społeczności i kultury. W świetle tych rozważań kobiety stanowią swego rodzaju kapitał społeczny, który odpowiednio rozporządzany może przynieść wymierne efekty. Jego dysponowaniem zajmowała się przez wieki instytucja małżeństwa.
Autorzy, szczególnie wypowiadający się w nurcie feministycznym, zwracają uwagę na to, że społeczeństwo w istocie nakłada na kobietę powinność wyjścia za mąż. Ich zdaniem małżeństwo miało w przeszłości ogromny wymiar represyjny i było jednym z najlepszych sposobów kontroli kobiet. Nacisk małżeński w formie socjalizacyjnej pojawia się już w dzieciństwie. Później nacisk społeczny bywa niejednokrotnie tak silny, że dziewczęta decydują się na małżeństwo bardziej pod wpływem opinii otoczenia niż własnej, świadomej, dojrzałej decyzji. Zawarcie związku nobilituje i daje możliwość włączenia osoby w szerszy kontekst społeczny niedostępny osobom bezżennym. Dzieje się tak, ponieważ małżeństwo w świadomości zbiorowej postrzegane jest jako wskaźnik dojrzałości i dorosłości jednostek – jest wręcz swego rodzaju rytuałem przejścia w dorosłość. Z drugiej strony istnieje sankcja społeczna, w postaci wyłącznie negatywnie nacechowanej etykietki „starej panny”, której ogromna siła wykluczenia jest nadal widoczna mimo pewnych alternatyw wobec małżeństwa. Ilustracją tego może być zjawisko nazwane „syndromem studentki piątego roku”: im bliżej końca studiów tym coraz bardziej nerwowe stają się poszukiwania męża, aż w końcu, na piątym roku przychodzi okres desperacji. Wszystko po to, aby wyjść za mąż, gdyż koniec studiów w potocznej świadomości to „czas najwyższy”.
W kulturze polskiej, szczególnie silnie związanej z oddziaływaniem ideologii Kościoła katolickiego oraz propagowanej przez niego społecznej nauki, istnieje jeszcze nacisk natury religijnej. Kobieta, w opinii hierarchów i autorytetów Ojców Kościoła i papieża – może realizować się przez mężczyznę i w mężczyźnie, co ma swój wyraz w instytucji małżeństwa. Przez wiele stuleci, w kulturze zachodniej, jedyną alternatywą dla małżeństwa był klasztor, czyli życie konsekrowane. Obecnie Kościół nie stosuje już tak silnego nacisku, nadal jednak osoba niezamężna budzi pewne podejrzenia utrwalone w świadomości społecznej.

#### Miłość małżeńska
Przez wiele wieków miłość erotyczna nie wpływała bezpośrednio na losy założonej rodziny, a potrzeby emocjonalne i seksualne małżonkowie zaspokajali często poza jej strukturami. W preindustrialnej Europie znaczenie małżeństwa polegało bardzo często na połączeniu własności i umacnianiu związków pomiędzy rodzinami. Małżeństwo było instytucją, do którego założenia miłość erotyczna między wchodzącymi w nie „stronami” do niczego się nie przydawała. Małżeństwa „z rozsądku” były bardzo trwałe (czemu nie przeszkadzała rozwiązłość mężczyzn, którzy swoje seksualne popędy zaspokajali poza stałym, usankcjonowanym prawem i obyczajem związkiem z żoną). Erotyzm, który leży u podstaw miłości romantycznej nie miał nic wspólnego z małżeństwem. Jednakże ostatnich kilkadziesiąt lat XX wieku wskazuje wyraźnie, że charakter więzi małżeńskiej diametralnie się zmienił. Jest dziś ona w największym stopniu oparta na uczuciu. Skok w kulturze euroamerykańskiej, a więc przejście do zawierania małżeństw na podstawie przesłanek emocjonalnych dokonał się najpełniej po drugiej wojnie światowej. Miłość erotyczna w społeczeństwach industrialnych stała się ogromną siłą. Stała się bowiem przyczyną podejmowania decyzji o powstaniu nowej rodziny – instytucji z punktu widzenia państwa niesłychanie istotnej. Także w społeczeństwach postindustrialnych, mimo rozlicznych zjawisk nadwątlających kondycję sformalizowanych związków, miłość poszukuje swojego przedłużenia w instytucji małżeństwa. Miłość służy dziś dobieraniu małżonków w sytuacji coraz większego komplikowania się zasad rządzących systemem społecznym – za pomocą miłości mężczyzna i kobieta dobierają się w pary w sytuacji, gdy nie robią już tego ani rodzina, ani swatka.
Podczas gdy psycholodzy ewolucyjni starają się wykazać, że miłość erotyczna podobnie jak małżeństwo wyewoluowała u ludzi by pełnić ważną funkcje w procesie reprodukcji i w każdym zakątku świata znaczy to samo, zupełnie inaczej spoglądają na fenomen miłości erotycznej przedstawiciele konstruktywizmu społecznego.
Konstruktywiści uważają, że psycholodzy ewolucyjni po prostu mitologizują miłość erotyczną. W świetle teorii konstruktywistycznych miłość tak jak rozumieją ją Europejczycy i Amerykanie, istnieje jedynie w zachodniej rzeczywistości społecznej (dla wielu mieszkańców naszej planety jest ona po prostu obca) – to charakterystyczny „konstrukt” społeczny, ukształtowany w długiej historii kultury euroamerykańskiej, instytucja społeczna spełniająca pewne cele społeczne – to społeczna iluzja, swoista utopia konsumpcyjna i współczesna postreligia. W myśl konstruktywizmu nie ma innej rzeczywistości niż kulturowa i w związku z tym nie ma innej miłości od tej, która jest produktem społeczeństwa. W myśl konstruktywistycznych teorii miłości, uczucie to nie jest niczym więcej, jak tylko społecznym scenariuszem, iluzją misternie utkaną po to, by podtrzymać strukturę społeczną w „należytym porządku”, rytuałem i wdrukowanym w umysły schematem poprawnego postępowania w zakresie fizycznej reprodukcji. Miłość w wersji europejskiej jest fenomenem w świecie wyjątkowym i niespotykanym nigdzie tam, gdzie nie ma telewizorów i rozwiniętego kapitalizmu, narzucających Europejczykom społecznie uzgodniony scenariusz postępowania w seksie.
Miłość erotyczna poddaje się kontroli społecznej i społecznym regułom, jest symbolicznym kodem komunikacji, co powoduje, że jest przez to funkcjonalna – służy wyraźnie określonym celom społecznym. Musi być wszechogarniająca i nieprzezwyciężalna, niczym siły nadprzyrodzone, aby jednostki czuły się zmuszone do założenia „podstawowej komórki społecznej” i płodzenia potomstwa zgodnie z panującymi w danej kulturze wzorcami. Musi być taka, aby ci, którzy kochają nie mieli innego wyjścia, aby ich wybory seksualne były społecznie przewidywalne.
Innymi słowy miłość romantyczna to ukształtowana w procesie historycznym „fanaberia” kultury euroamerykańskiej. Kulturowej genezy miłości erotycznej dowodzi choćby jej historyczna zmienność. Korzenie współczesnej postaci miłości erotycznej sięgają daleko w przeszłość i prowadzą na Półwysep Arabski, gdzie muzułmańscy Beduini na długo przed Europejczykami sławili rozkosze miłości w swych pieśniach. Ich obyczaje cechowała daleko posunięta tolerancja dla swobody seksualnej, co poskutkowało tym, że w tej swobodnej atmosferze narodziła się idea, wedle której dwoje ludzi może tak kochać siebie nawzajem, iż przestaje ich obchodzić cały świat. Wynalazek muzułmański został w drodze radykalizacji religii islamskiej odrzucony, jednak wzorzec płomiennych uczuć, podpatrzony u arabskich najeźdźców w Hiszpanii, zmodyfikowali nieco francuscy trubadurzy i rycerze (arabskie słowo tarab oznacza muzykę i podobno od niego bierze swój słów termin „trubadur”). Nie jest więc chyba przesadą w tym kontekście stwierdzenie, że miłość wymyślili Guilhelm z Akwitanii, Jaufre Rudel, Bertran de Born, Arnaud Daniel, Pere Vidal, Peire Cardenal, Bernart de Ventadorn, Arnaud de Maruelh i Marcabru. Zrobili to w przeciągu trzech wieków, XI, XII i XIII, w ogarniętej religijną pasją, podzielonej na księstwa zachodniej Europie. Byli trubadurami, a więc nadwornymi pieśniarzami wynoszącymi pod niebiosa w erotycznych balladach walory swoich dam serca, niedostępnych im fizycznie i oddzielonych od nich z racji wysokości urodzenia. Ich zajęciem stało się zatem, z konieczności „miłowanie z oddali”, którego wzór przetrwał po dziś dzień w niezrozumiałym dla przedstawicieli wielu innych kultur zamiłowaniu Europejczyków do „niespełnionych kochanków” i „niespełnionej miłości”.
Średniowieczni śpiewacy podchwycili najpierw arabskie pieśni, potem niesione w nich miłosne innowacje, jednak feudalna struktura społeczna, surowość chrześcijańskich reguł postępowania oraz chrześcijańska doktryna umiłowania Boga dały w efekcie nie miłość swawolną i nieskrępowaną, ale niezwykłą krzyżówkę w postaci „miłości niespełnialnej”. Europejczycy podchwycili w szczególności dwa spośród arabskich wynalazków. Pierwszy to idealizacja kobiet, drugi istotniejszy – to idea „komunii dusz” zakochanych. Ciało ludzkie było w średniowieczu w niewielkim poważaniu, było niczym proch, szybko niszczało poddawane nieuleczalnym wówczas chorobom, ginęło na wojnach, a czasem nawet starzało się, co musiało poskutkować oderwaniem miłości od człowieczej, niedoskonałej cielesności. Komunia dusz dwojga zakochanych, ich transcendentne spotkania korespondowały blisko z pośmiertnym spotkaniem z Chrystusem. W efekcie dziś funkcjonuje taka koncepcja miłości, w której uznaje się jej „transcendentalną naturę”. „Prawdziwa miłość” jest tym samym w społecznym przekonaniu ponadnaturalna.
Niekoniecznie jednak za jej kształt odpowiadają tylko i wyłącznie oszołomieni na odległość urokiem swoich dam bardowie, błędni rycerze i niespełnieni kochankowie w rodzaju Abelarda i Heloizy. Historia społeczna próbuje przekonać, że do średniowiecznej spuścizny w dziedzinie obyczajowości seksualnej każde następne pokolenie aż do rozkwitu ery kapitalistycznej dodawało kolejne elementy. Miłość jest więc ukształtowanym w specyficznych warunkach historycznym tworem kulturowym, efektem nakładania się „kolejnych warstw” na koncepcję komunii dusz: idei poetów romantycznych czy dobrodziejstw i sprzeczności kapitalistycznego systemu gospodarczego.
Określenie dating, czyli umawianie się na randki, zostało użyte po raz pierwszy w roku 1896. Z czasem powstała pewna konwencja tego typu spotkań, bazująca na elementach symbolizujących miłość i namiętność. Konstruktywiści negują realność (obiektywne istnienie i naturalne pochodzenie) emocji wywołanych przez przebiegającą zgodnie z powszechnie utrwalonym schematem randkę. Syndrom niespania i niejedzenia, który endokrynolodzy uważają za efekt wydzielania się amfetaminopodobnej fenyloetyloaminy u ludzi pozostających w stanie zakochania to jedynie oznaka nadążania jednostki za kulturowym wzorcem przeżywania miłosnego zauroczenia. Zdaniem konstruktywistów emocje wywołane przez odtworzenie „rytuału” randki są wytworzone społecznie, stają się „odgrywanym” elementem zwyczaju.
Ulrich Beck pisze, że w ponowoczesnych, postkapitalistycznych, zlaicyzowanych społeczeństwach to właśnie miłość erotyczna zajmuje miejsce religii. Miłość sama stała się tutaj swego rodzaju postreligią czy też wszechobowiązującą ideologią – zastąpiła bowiem Boga, marksizm czy wiarę w rynek. Pozostając społeczną fikcją, jest ważna, bo teraz to właśnie ona wskazuje cele.
Niewątpliwie skutkiem ubocznym oparcia współczesnych związków małżeńskich na miłości jest wysoki wskaźnik rozwodów. Wzorzec romantycznej miłości rozpowszechniają media – tym samym dając do zrozumienia, że romantyczna miłość to coś, co może przydarzyć się każdemu. Miłość ma w tym sensie potencję czegoś, co może się wydarzyć w przyszłości, i do czego, z racji przyjemności, która jest w miłość wbudowana należy za wszelką cenę dążyć (czego kosztem są ustawiczne procesy budowania i zrywania związków). Stąd tęsknota za wielką, wieczną miłością i w jej imieniu, nieustanne poszukiwania, które rozbijają związek za związkiem. Mimo że panuje przekonanie, że małżeństwo oparte na miłości powinno być „wieczne”, gdy tylko „coś się zepsuje”, natychmiast dochodzi do zrywania więzi. Dążenie do realizacji potrzeby romantycznej miłości, która – kiedy się wydarza – słabo też koresponduje z dążnością do samorealizacji i jednostkowej autonomii, ponieważ uzależnia od drugiego człowieka.

## Psychologia małżeństwa
Małżeństwa osób tej samej płci są szczęśliwsze, niż osób różnej płci, według badania opublikowanego w 2020 r., potwierdzającego wnioski badania związków w Australii i Wielkiej Brytanii opublikowanego w 2018. W małżeństwach heteroseksualnych częściej pojawiają się napięcia, niezrozumienia i rozgoryczenie.

## Rozwód i unieważnienie małżeństwa
W większości społeczeństw śmierć jednego z małżonków kończy małżeństwo, a w społeczeństwach monogamicznych pozwala drugiemu partnerowi na ponowne zawarcie związku małżeńskiego, choć czasami po okresie oczekiwania lub żałoby. W niektórych społecznościach małżeństwo może zostać unieważnione, jeśli stosowny autorytet stwierdzi, że małżeństwo nigdy nie doszło do skutku.
O unieważnieniu małżeństwa można mówić na gruncie prawa świeckiego (zob. unieważnienie małżeństwa), jak i kościelnego (zob. nieważność małżeństwa). Sądy Metropolitalne znaczny wzrost wniosków o unieważnienia odnotowały po wejściu w życie nowego kodeksu prawa kanonicznego, który dopuścił, jako przyczynę nieważności małżeństwa, „niedojrzałość emocjonalną partnera”. Jest to najczęstszy powód na jaki powołują się Polacy we wnioskach o orzeczenie nieważności sakramentu małżeństwa. Co roku do sądów kościelnych w Polsce wpływa 10 tysięcy wniosków o unieważnienie małżeństwa, 80% z nich trybunały rozpatrują pozytywnie.
Małżeństwo może również zostać rozwiązane rozwodem. Państwami, które stosunkowo niedawno zalegalizowały rozwód, są Włochy (1970), Portugalia (1975), Brazylia (1977), Hiszpania (1981), Argentyna (1987), Paragwaj (1991), Kolumbia (1991), Irlandia (1996), Chile (2004) i Malta (2011). Według stanu na rok 2012, Filipiny i Państwo Watykańskie są jedynymi państwami, które nie zezwalają na rozwód (jest to obecnie przedmiotem dyskusji na Filipinach). Po rozwodzie, jeden z małżonków może być zobowiązany do płacenia alimentów.
Ustawowe prawo dwóch zamężnych partnerów do wzajemnej zgody na rozwód zostało uchwalone w krajach zachodnich w połowie XX wieku. W Stanach Zjednoczonych rozwód bez orzekania o winie został po raz pierwszy wprowadzony w Kalifornii w 1969 r., a ostatnim stanem legalizującym był Nowy Jork w 1989 r.